# Vàng
Vàng hay kim là nguyên tố hóa học có ký hiệu Au (lấy từ hai tự mẫu đầu tiên của từ tiếng La-tinh aurum, có nghĩa là vàng) và số nguyên tử 79, một trong những nguyên tố quý, làm cho nó trở thành một trong những nguyên tố có số nguyên tử cao tồn tại ngoài tự nhiên. Ở dạng tinh khiết, nó là một kim loại sáng, màu vàng hơi đỏ, đậm đặc, mềm, dẻo và dễ uốn. Về mặt hóa học, vàng là kim loại chuyển tiếp và là nguyên tố nhóm 11 (thuộc nhóm IB). Nó là một trong những nguyên tố hóa học ít phản ứng nhất và có dạng rắn trong điều kiện tiêu chuẩn. Vàng thường xuất hiện ở dạng nguyên tố tự nhiên (bản địa), như cốm hoặc hạt, trong đá, trong mạch đất và trong trầm tích phù sa. Nó tồn tại trong một loạt dung dịch rắn với nguyên tố bạc nguyên chất (dưới dạng electrum) và cũng tạo thành hợp kim tự nhiên với đồng và paladi. Ít phổ biến hơn, nó xảy ra trong các khoáng chất như các hợp chất vàng, thường với teluri (vàng teluride).
Vàng có khả năng chống lại hầu hết các acid, mặc dù nó bị hòa tan trong nước cường toan, hỗn hợp acid nitric và acid hydrochloride, tạo thành anion tetrachloroaurate hòa tan. Vàng không hòa tan trong acid nitric, loại acid mà có khả năng hòa tan bạc và kim loại cơ bản, một tính chất từ lâu đã được sử dụng để tinh chế vàng và để xác nhận sự hiện diện của vàng trong các vật kim loại, tạo thành thuật ngữ kiểm tra acid. Vàng cũng hòa tan trong dung dịch kiềm của cyanide, được sử dụng trong khai thác và mạ điện. Vàng hòa tan trong thủy ngân, tạo thành hỗn hống, nhưng đây không phải là phản ứng hóa học.
Là một nguyên tố tương đối hiếm, vàng là kim loại quý đã được sử dụng làm chất phản xạ neutron trong vũ khí hạt nhân (w71), và để đúc tiền, đồ trang sức và nghệ thuật khác trong suốt lịch sử được ghi lại. Trước đây, một tiêu chuẩn vàng thường được thực hiện như một chính sách tiền tệ, nhưng tiền vàng đã không còn được coi là một loại tiền tệ lưu hành trong những năm 1930, và tiêu chuẩn vàng thế giới đã bị thay thế bằng một hệ thống tiền tệ định danh sau năm 1971.
Tính đến  năm 2017 tổng cộng có 190.040 tấn vàng tồn tại trên mặt đất,. Điều này tương đương với một khối lập phương với mỗi cạnh có kích thước khoảng 21,3 mét. Tiêu thụ vàng thế giới mới được sản xuất là khoảng 50% trong trang sức, 40% trong đầu tư và 10% trong công nghiệp. Tính dễ uốn, độ dẻo cao, khả năng chống ăn mòn của vàng và hầu hết các phản ứng hóa học khác và tính dẫn điện đã dẫn đến việc nó tiếp tục được sử dụng trong các đầu nối điện chống ăn mòn trong tất cả các loại thiết bị máy tính (lĩnh vực sử dụng chính trong công nghiệp). Vàng cũng được sử dụng trong che chắn tia hồng ngoại, sản xuất thủy tinh màu, vàng lá và phục hồi răng. Một số muối vàng vẫn được sử dụng làm chất chống viêm trong y học. Tính đến  năm 2017, nước sản xuất vàng lớn nhất thế giới đến nay là Trung Quốc với 440 tấn mỗi năm.

## Các đặc tính đáng chú ý
Vàng là nguyên tố kim loại có màu vàng khi thành khối, khi dạng bột vàng nguyên chất 100% có màu đen, hồng ngọc hay tía khi được cắt nhuyễn. Nó là kim loại dễ uốn dát nhất được biết. Thực tế, 1g vàng có thể được dập thành tấm 1 m², hoặc 1 ounce thành 300 feet². Là kim loại mềm, vàng thường tạo hợp kim với các kim loại khác để làm cho nó cứng thêm.
Vàng có tính dẫn nhiệt và điện tốt, không bị tác động bởi không khí và phần lớn hoá chất (chỉ có bạc và đồng là những chất dẫn điện tốt hơn). Nó không bị ảnh hưởng về mặt hoá học bởi nhiệt, độ ẩm, oxy và hầu hết chất ăn mòn; vì vậy nó thích hợp để tạo tiền kim loại và trang sức. Các halogen có tác dụng hoá học với vàng, còn nước cường toan thì hoà tan nó. Tuy nhiên, acid selenic đậm đặc nóng ăn mòn vàng tạo thành vàng selenat.
Màu của vàng rắn cũng như của dung dịch keo từ vàng (có màu đậm, thường tía) được tạo ra bởi tần số plasmon của nguyên tố này nằm trong khoảng thấy được, tạo ra ánh sáng vàng và đỏ khi phản xạ và ánh sáng xanh khi hấp thụ. Vàng tự nhiên có chứa khoảng 8 đến 10% bạc, nhưng thường nhiều hơn thế. Hợp kim tự nhiên với thành phần bạc cao (hơn 20%) được gọi là electrum. Khi lượng bạc tăng, màu trở nên trắng hơn và trọng lượng riêng giảm.
Vàng tạo hợp kim với nhiều kim loại khác; hợp kim với đồng cho màu đỏ hơn, hợp kim với sắt màu xanh lá, hợp kim với nhôm cho màu tía, với bạch kim cho màu trắng, bismuth tự nhiên với hợp kim bạc cho màu đen. Đồ trang sức được làm bằng các kết hợp vàng nhiều màu được bán cho du khách ở miền Tây nước Mĩ được gọi là "vàng Black Hills".
Trạng thái oxy hóa thường gặp của vàng gồm +1 (vàng (I) hay hợp chất aurơ) và +3 (vàng (III) hay hợp chất auric). Ion vàng trong dung dịch sẵn sàng được khử và kết tủa thành vàng kim loại nếu thêm hầu như bất cứ kim loại nào khác làm tác nhân khử. Kim loại thêm vào được oxy hóa và hoà tan cho phép vàng có thể được lấy khỏi dung dịch và được khôi phục ở dạng kết tủa rắn.

## Đồng vị
Vàng trong tự nhiên có 1 đồng vị ổn định là 197Au.

## Sử dụng và Ứng dụng
Vàng nguyên chất quá mềm không thể dùng cho việc thông thường nên chúng thường được làm cứng bằng cách tạo hợp kim với bạc, đồng và các kim loại khác. Vàng và hợp kim của nó thường được dùng nhiều nhất trong ngành trang sức, tiền kim loại và là một chuẩn cho trao đổi tiền tệ ở nhiều nước. Vì tính dẫn điện tuyệt vời, tính kháng ăn mòn và các kết hợp lý tính và hóa tính mong muốn khác, vàng nổi bật vào cuối thế kỷ XX như là một kim loại công nghiệp thiết yếu.

### Trao đổi tiền tệ
Vàng đã được sử dụng rộng rãi trên khắp thế giới như một phương tiện chuyển đổi tiền tệ, hoặc bằng cách phát hành và công nhận các đồng xu vàng hay các số lượng kim loại khác, hay thông qua các công cụ tiền giấy có thể quy đổi thành vàng bằng cách lập ra bản vị vàng theo đó tổng giá trị tiền được phát hành được đại diện bởi một lượng vàng dự trữ.
Tuy nhiên, số lượng vàng trên thế giới là hữu hạn và việc sản xuất không gia tăng so với nền kinh tế thế giới. Ngày nay, sản lượng khai thác vàng đang sụt giảm. Với sự tăng trưởng mạnh của các nền kinh tế trong thế kỷ XX, và sự gia tăng trao đổi quốc tế, dự trữ vàng thế giới và thị trường của nó đã trở thành một nhánh nhỏ của toàn bộ các thị trường và các tỷ lệ trao đổi tiền tệ cố định với vàng đã trở nên không thể duy trì. Ở đầu Thế chiến I các quốc gia tham gia chiến tranh đã chuyển sang một bản vị vàng nhỏ, gây lạm phát cho đồng tiền tệ của mình để có tiền phục vụ chiến tranh. Sau Thế chiến II vàng bị thay thế bởi một hệ thống tiền tệ có thể chuyển đổi theo hệ thống Bretton Woods. Bản vị vàng và tính chuyển đổi trực tiếp của các đồng tiền sang vàng đã bị các chính phủ trên thế giới huỷ bỏ, bị thay thế bằng tiền giấy. Thụy Sĩ là quốc gia cuối cùng gắn đồng tiền của mình với vàng; vàng hỗ trợ 40% giá trị của tiền cho tới khi Thụy Sĩ gia nhập Quỹ Tiền tệ Quốc tế năm 1999.
Hàm lượng vàng trong hợp kim được xác định bằng kara (k). Vàng nguyên chất được định danh là 24k. Các đồng xu vàng được đưa vào lưu thông từ năm 1526 tới thập niên 1930 đều là hợp chất vàng tiêu chuẩn 22k được gọi là vàng hoàng gia, vì độ cứng.

### Đầu tư
Nhiều người sở hữu vàng và giữ chúng dưới hình thức các thỏi nén hay thanh như một công cụ chống lại lạm phát hay những đợt khủng hoảng kinh tế. Tuy nhiên, một số nhà kinh tế không tin việc giữ vàng là một công cụ chống lạm phát hay mất giá tiền tệ.
Mã tiền tệ ISO 4217 của vàng là XAU.
Các thỏi vàng hiện đại cho mục đích đầu tư hay cất trữ không yêu cầu các tính chất cơ khí tốt; chúng thường là vàng nguyên chất 24k, dù American Gold Eagle của Mỹ, gold sovereign của Anh, và Krugerrand của Nam Phi tiếp tục được đúc theo chất lượng 22k theo truyền thống. Đồng xu Canadian Gold Maple Leaf phát hành đặc biệt có chứa lượng vàng nguyên chất cao nhất so với bất kỳ thỏi vàng nào, ở mức 99,999% hay 0,99999, trong khi đồng xu Canadian Gold Maple Leaf phát hành phổ thông có độ nguyên chất 99,99%. Nhiều đồng xu vàng nguyên chất 99,99% khác cũng có trên thị trường. Australian Gold Kangaroos lần đầu tiên được đúc năm 1986 như là Australian Gold Nugget nhưng đã thay đổi thiết kế mặt trái vào năm 1989. Ngoài ra, có nhiều đồng xu thuộc loạt Australian Lunar Calendar và Austrian Philharmonic. Năm 2006, Sở đúc tiền Hoa Kỳ bắt đầu sản xuất đồng xu vàng American Buffalo với độ nguyên chất 99,99%.

### Trang sức

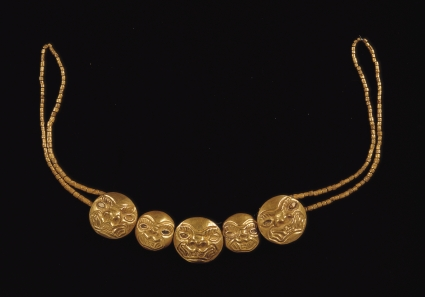
Vòng cổ vàng Moche với các hình đầu mèo. Bộ sưu tập Bảo tàng Larco, Lima, Peru.

Vì tính mềm của vàng nguyên chất (24k), nó thường được pha trộn với các kim loại căn bản khác để sử dụng trong công nghiệp nữ trang, làm biến đổi độ cứng và tính mềm, điểm nóng chảy, màu sắc và các đặc tính khác. Các hợp kim với độ cara thấp, thường là 22k, 18k, 14k hay 10k, có chứa nhiều đồng, hay các kim loại cơ bản khác, hay bạc hoặc paladi hơn trong hỗn hợp. Đồng là kim loại cơ sở thường được dùng nhất, khiến vàng có màu đỏ hơn. Vàng 18k chứa 25% đồng đã xuất hiện ở đồ trang sức thời cổ đại và đồ trang sức Nga và có kiểu đúc đồng riêng biệt, dù không phải là đa số, tạo ra vàng hồng. Hợp kim vàng-đồng 14k có màu sắc gần giống một số hợp kim đồng, và cả hai đều có thể được dùng để chế tạo các biểu trưng cho cảnh sát và các ngành khác. Vàng xanh có thể được chế tạo bởi một hợp kim với sắt và vàng tía có thể làm bằng một hợp kim với nhôm, dù hiếm khi được thực hiện trừ khi trong trường hợp đồ trang sức đặc biệt. Vàng xanh giòn hơn và vì thế khó chế tác hơn trong ngành trang sức. Các hợp kim vàng 18 và 14 carat chỉ pha trộn với bạc có màu xanh-vàng nhất và thường được gọi là vàng xanh. Các hợp kim vàng trắng có thể được làm với paladi hay niken. Vàng trắng 18 carat chứa 17,3% niken, 5,5% kẽm và 2,2% đồng có màu bạc. Tuy nhiên, niken là chất độc, và độ giải phóng của nó bị luật pháp quản lý ở châu Âu. Các loại hợp kim vàng trắng khác cũng có thể thực hiện với paladi, bạc và các kim loại trắng khác, nhưng các hợp kim paladi đắt hơn các hợp kim dùng niken. Các hợp kim vàng trắng có độ nguyên chất cao có khả năng chống ăn mòn hơn cả bạc nguyên chất hay bạc sterling. Hội tam điểm Nhật Mokume-gane đã lợi dụng sự tương phản màu sắc giữa màu sắc các hợp kim vàng khi dát mỏng để tạo ra các hiệu ứng kiểu thớ gỗ.

### Y học
Thời Trung Cổ, vàng thường được xem là chất có lợi cho sức khoẻ, với niềm tin rằng một thứ hiếm và đẹp phải là thứ tốt cho sức khoẻ. Thậm chí một số người theo chủ nghĩa bí truyền và một số hình thức y tế thay thế khác coi kim loại vàng có sức mạnh với sức khoẻ. Một số loại muối thực sự có tính chất chống viêm và đang được sử dụng trong y tế để điều trị chứng viêm khớp và các loại bệnh tương tự khác. Tuy nhiên, chỉ các muối và đồng vị của vàng mới có giá trị y tế, còn khi là nguyên tố (kim loại) vàng trơ với mọi hoá chất nó gặp trong cơ thể. Ở thời hiện đại, tiêm vàng đã được chứng minh là giúp làm giảm đau và sưng do thấp khớp và lao.
Các hợp kim vàng đã được sử dụng trong việc phục hồi nha khoa, đặc biệt là răng, như thân răng và cầu răng vĩnh viễn. Tính dễ uốn của các hợp kim vàng tạo điều kiện thuận lợi cho việc tạo bề mặt kết nối răng và có được các kết quả nói chung tốt hơn các loại khác làm bằng sứ. Việc sử dụng thân răng vàng với các răng có số lượng nhiều như răng cửa đã được ưa chuộng ở một số nền văn hoá nhưng lại không được khuyến khích ở các nền văn hoá khác.
Sự pha chế vàng keo (chất lỏng gồm các phân tử nano vàng) trong nước có màu rất đỏ, và có thể được thực hiện với việc kiểm soát kích cỡ các phân tử lên tới một vài phần chục nghìn nanomét bằng cách giảm vàng chloride với các ion citrat hay ascorbat. Vàng keo được sử dụng trong nghiên cứu y khoa, sinh học và khoa học vật liệu. Kỹ thuật miễn dịch vàng (immunogold) khai thác khả năng của các phần tử vàng hấp thụ các phân tử protein lên các bên mặt của chúng. Các phần tử vàng keo được bao phủ với các kháng thể riêng biệt có thể được dùng để phát hiện sự hiện diện và vị trí của các kháng nguyên trên bề mặt của tế bào. Trong các phần siêu mỏng của mô được quan sát bởi kính hiển vi electron, các đoạn immunogold xuất hiện với mật độ cực lớn bao quanh các điểm ở vị trí của kháng thể. Vàng keo cũng là hình thức vàng được sử dụng như sơn vàng trong ngành gốm sứ trước khi nung.
Vàng, hay các hợp kim của vàng và paladi, được áp dụng làm lớp dẫn cho các mẫu sinh học và các vật liệu phi dẫn khác như nhựa dẻo tổng hợp và thủy tinh để được quan sát trong một kính hiển vi electron quét. Lớp phủ, thường được tạo bởi cách phun tia bằng một luồng plasma agon, có ba vai trò theo cách ứng dụng này. Tính dẫn điện rất cao của vàng dẫn điện tích xuống đất, và mật độ rất cao của nó cung cấp năng lượng chặn cho các electron trong chùm electron, giúp hạn chế chiều sâu chùm electron xâm nhập vào trong mẫu. Điều này cải thiện độ nét của điểm và địa hình bề mặt mẫu và tăng độ phân giải không gian của hình ảnh. Vàng cũng tạo ra một hiệu suất cao của các electron thứ hai khi bị bức xạ bởi một chùm electron, và các electron năng lượng thấp đó thường được dùng làm nguồn tín hiệu trong kính hiển vi quét electron.
Đồng vị vàng-198, (bán rã 2,7 ngày) được dùng trong một số phương pháp điều trị ung thư và để điều trị một số loại bệnh.

### Thực phẩm và đồ uống
- Vàng có thể được sử dụng trong thực phẩm và có số E 175.[19]
- Vàng lá, bông hay bụi được dùng trên và trong một số thực phẩm cho người sành ăn, đáng chú ý nhất là các đồ bánh kẹo và đồ uống như thành phần trang trí.[20] Vàng lá đã được giới quý tộc thời châu Âu Trung Cổ sử dụng như một thứ đồ trang trí cho thực phẩm và đồ uống, dưới dạng lá, bông hay bụi, hoặc để thể hiện sự giàu có của chủ nhà hay với niềm tin rằng một thứ có giá trị và hiếm sẽ có lợi cho sức khoẻ con người. Lá vàng và bạc thỉnh thoảng được dùng trong các đồ bánh kẹo ở Nam Á như barfi.[21]
- Goldwasser (nước vàng) là một đồ uống thảo mộc truyền thống được sản xuất tại Gdańsk, Ba Lan, và Schwabach, Đức, và có chứa những bông vàng lá. Cũng có một số loại cocktail đắt giá (~$1.000) có chứa bông vàng lá.[22] Tuy nhiên, bởi vàng kim loại trơ với mọi chất hoá học trong cơ thể, nó không mang lại hương vị cũng không có hiệu quả dinh dưỡng nào và không làm thay đổi gì cho cơ thể.[23]

### Công nghiệp

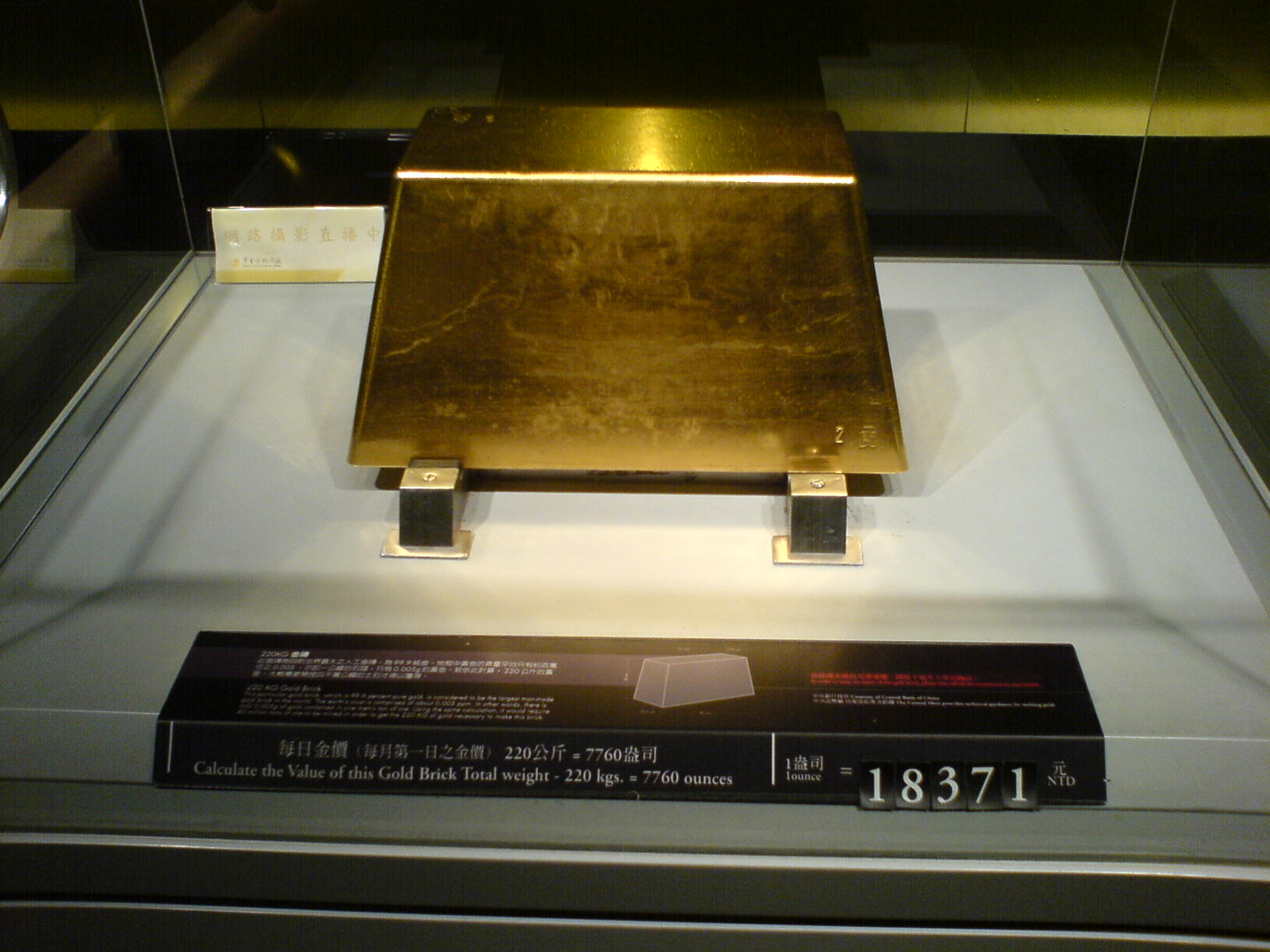
Viên gạch vàng 220 kg được trưng bày tại Bảo tàng Vàng Chinkuashi, Đài Loan, Trung Hoa Dân Quốc

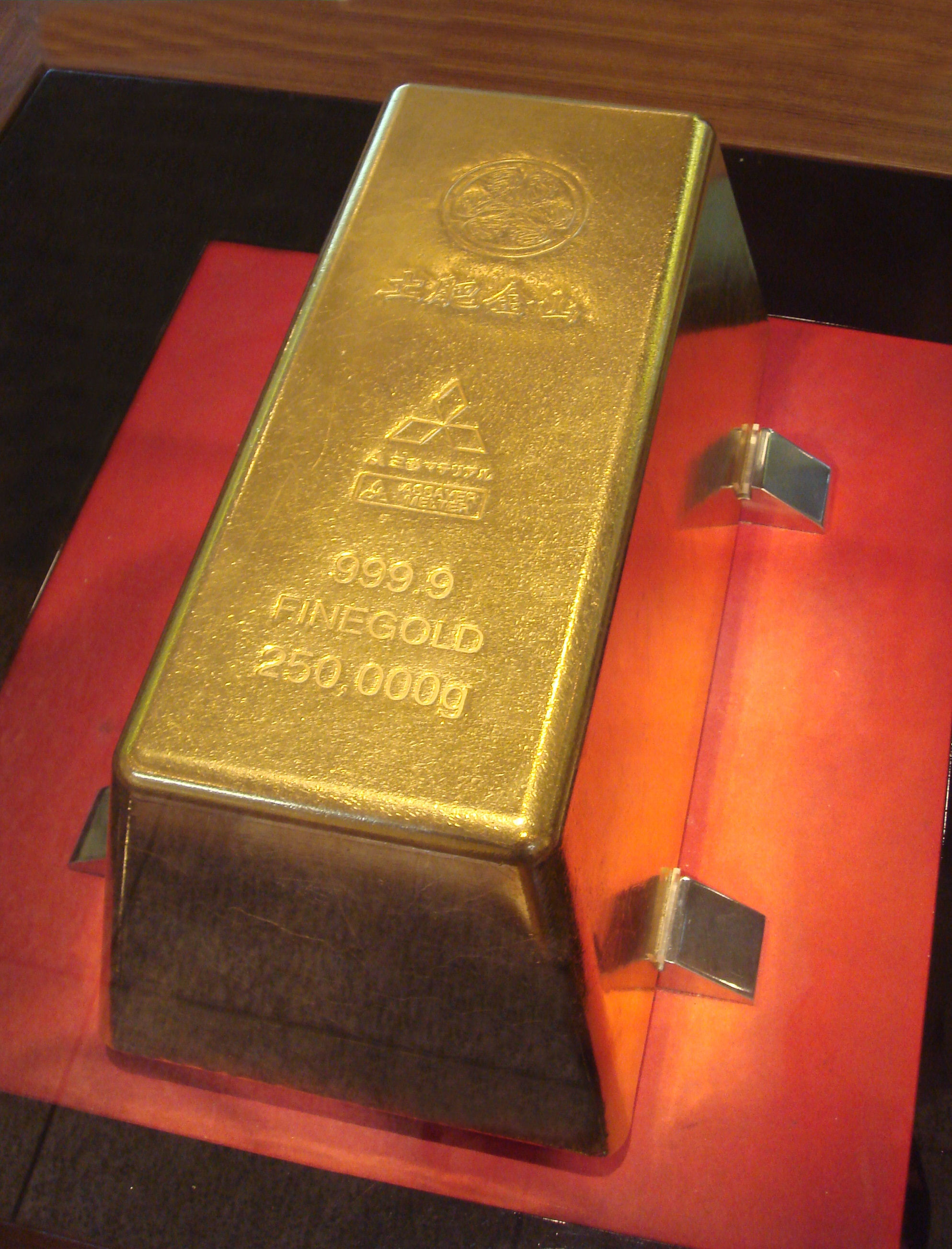
Thanh vàng lớn nhất thế giới nặng 250 kg. Bảo tàng Toi, Nhật Bản.

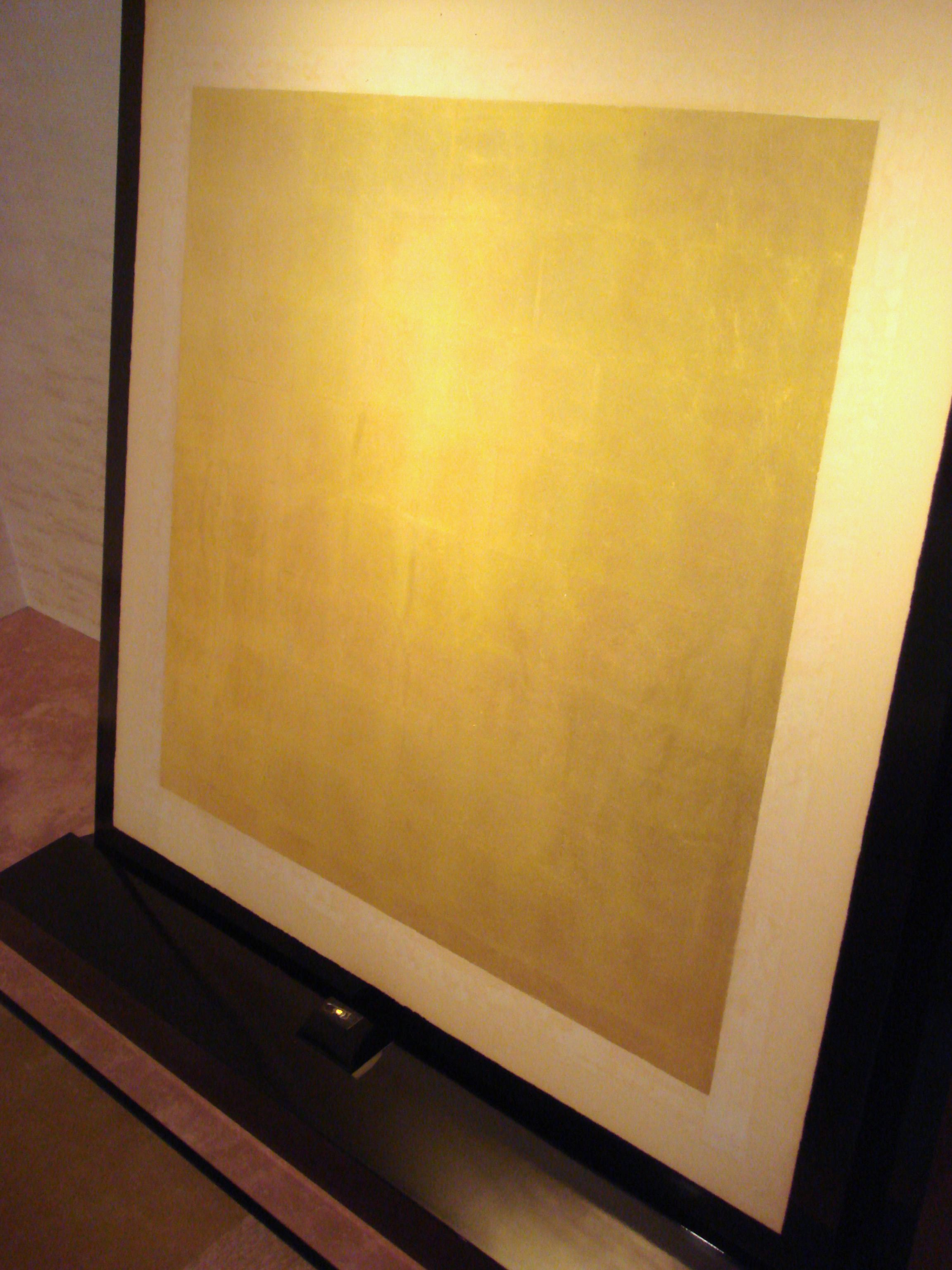
Một cục vàng tự nhiên đường kính 5 mm (đáy) có thể được dát mỏng bằng búa thành một lá vàng khoảng 0,5 mét vuông. Bảo tàng Toi, Nhật Bản.

- Hàn vàng được dùng để gắn kết các thành phần vàng trang sức bằng hàn cứng nhiệt độ cao hay hàn vảy cứng. Nếu tác phẩm nghệ thuật đòi hỏi dấu xác nhận tiêu chuẩn chất lượng, tuổi của vàng hàn phải trùng khớp với tuổi vàng của tác phẩm, và công thức hợp kim hầu hết được chế tạo theo tiêu chuẩn tuổi vàng công nghiệp để màu sắc phù hợp với vàng vàng và vàng trắng. Hàn vàng thường được thực hiện ở ít nhất ba khoảng nhiệt độ nóng chảy được gọi là Dễ, Trung bình và Khó. Bằng cách đầu tiên sử dụng vàng hàn khó có điểm nóng chảy cao, sau đó là các loại vàng hàn có điểm nóng chảy thấp dần, thợ vàng có thể lắp ráp các đồ vật phức tạp với nhiều điểm hàn tách biệt.
- Vàng có thể được chế tạo thành sợi chỉ và được dùng trong thêu thùa.
- Vàng mềm và có thể uốn, có nghĩa nó có thể được chế tạo thành sợi dây rất mỏng và có thể được dát thành tấm rất mỏng gọi là lá vàng.
- Vàng tạo màu đỏ sâu khi được dùng làm tác nhân màu trong sản xuất thủy tinh nam việt quất (hay thủy tinh rubi vàng).
- Trong nhiếp ảnh, các chất liệu màu bằng vàng được dùng để chuyển đổi màu của các điểm trắng và đen trên giấy ảnh thành màu xám và xanh, hay để tăng sự ổn định của chúng. Được dùng trong in tông nâu đỏ, chất màu vàng tạo ra các tông đỏ. Kodak đã công bố các công thức cho nhiều kiểu tông màu từ vàng, trong đó sử dụng vàng như một loại muối chloride.[24]
- Bởi vàng là một chất phản xạ tốt với bức xạ điện từ như hồng ngoại và ánh sáng nhìn thấy được cũng như các sóng radio, nó được dùng làm lớp phủ bảo vệ cho nhiều vệ tinh nhân tạo, trong các tấm bảo vệ nhiệt hồng ngoại và mũ của các nhà du hành vũ trụ và trên các máy bay chiến tranh điện tử như EA-6B Prowler.
- Vàng được dùng như lớp phản xạ trên một số đĩa CD công nghệ cao.
- Ô tô có thể sử dụng vàng để tản nhiệt. McLaren sử dụng vàng lá trong khoang động cơ model F1 của mình.[25]
- Vàng có thể được sản xuất mỏng tới mức nó dường như trong suốt. Nó được dùng trong một số cửa sổ buồng lái máy bay để làm tan băng hay chống đóng băng bằng cách cho một dòng điện chạy qua đó. Nhiệt tạo ra bởi kháng trở của vàng đủ để khiến băng không thể hình thành.[26]

### Điện tử
Mật độ electron tự do trong vàng kim loại là 5,90×1022 cm−3. Vàng có tính dẫn điện rất cao, và đã được dùng làm dây dẫn điện trong một số thiết bị tiêu thụ nhiều điện năng (bạc thậm chí có độ dẫn điện trên thể tích cao hơn, nhưng vàng có ưu điểm chống ăn mòn). Ví dụ, các dây dẫn điện bằng vàng đã được sử dụng trong một số thực nghiệm nguyên tử thuộc Dự án Manhattan, nhưng những dây dẫn bạc dòng lớn cũng được sử dụng trong các nam châm tách đồng vị calutron của dự án này.
Dù vàng bị clo tự do tấn công, tính dẫn điện tốt của nó và khả năng chống oxy hóa và ăn mòn nói chung trong các môi trường khác (gồm cả khả năng kháng axít không clo) đã khiến nó được sử dụng rộng rãi trong công nghiệp điện tử bởi chỉ một lớp phủ vàng mỏng có thể đảm bảo kết nối điện mọi dạng, vì thế đảm bảo độ kết nối tốt. Ví dụ, vàng được dùng làm thiết bị nối của các dây dẫn điện đắt đỏ, như audio, video và cáp USB. Lợi ích của việc sử dụng vàng làm kim loại kết nối so với kim loại khác như thiếc đang bị tranh luận dữ dội. Các kết nối vàng thường bị các chuyên gia nghe nhìn chỉ trích là không cần thiết với hầu hết khách hàng và bị coi chỉ đơn giản là một trò marketing. Tuy nhiên, việc sử dụng vàng trong các thiết bị điện tử kiểu trượt khác trong các môi trường rất ẩm ướt và ăn mòn, và cho các tiếp xúc với chi phí hư hỏng lớn (một số máy tính, thiết bị thông tin, tàu vũ trụ, động cơ máy bay phản lực) vẫn rất phổ biến.
Bên cạnh tiếp xúc điện kiểu trượt, vàng cũng được dùng trong tiếp xúc điện bởi nó có khả năng chống ăn mòn, độ dẫn điện, mềm và không độc. Các công tắc kiểu bấm nói chung dễ bị ăn mòn hơn công tắc trượt. Các dây dẫn bằng vàng mỏng được dùng để kết nối các thiết bị bán dẫn với gói thiết bị của chúng qua một quá trình được gọi là kết nối dây.

### Hoá học
Vàng bị tấn công và hoà tan trong các dung dịch kiềm hay natri xyanua, và xyanua vàng là chất điện phân được dùng trong kỹ thuật mạ điện vàng lên các kim loại cơ sở và kết tủa điện. Các dung dịch vàng chloride (axit cloroauric) được dùng để chế tạo vàng keo bằng cách khử với các ion citrat hay ascorbat. Vàng chloride và vàng oxit được dùng để chế tạo thủy tinh màu đỏ hay thủy tinh nam việt quất, mà giống như huyền phù vàng keo, có chứa các hạt vàng nano hình cầu với kích cỡ đồng đều.

### Đơn vị đo lường
Xem thêm Hệ đo lường kim hoàn
Trong ngành kim hoàn ở Việt Nam, khối lượng của vàng được tính theo đơn vị là lượng (lượng hay lạng) hoặc chỉ. Một lượng vàng nặng 37,50 g. Một chỉ bằng 1/10 lượng vàng.
Trên thị trường thế giới, vàng thường được đo lường theo hệ thống khối lượng troy, trong đó 1 troy ounce (ozt) tương đương 31,1034768 gam.
Tuổi (hay hàm lượng) vàng được tính theo thang độ K (kara). Một kara tương đương 1/24 vàng nguyên chất. Vàng 99,99% tương đương với 24K. Khi ta nói tuổi vàng là 18K thì nó tương đương với hàm lượng vàng trong mẫu xấp xỉ 75%. Hiện nay ở Việt Nam người ta thường kinh doanh vàng dưới dạng các bánh, thỏi, nhẫn, dây chuyền, vòng, lắc với hàm lượng vàng chủ yếu là 99,999%; 99,99%; 99,9%; 99% hay 98%. Vàng dùng trong ngành trang sức thông thường còn gọi là vàng tây có tuổi khoảng 18K.

## Lịch sử
Vàng đã được biết tới và sử dụng bởi các nghệ nhân từ thời đồng đá. Các đồ tạo tác bằng vàng ở Balkan xuất hiện từ thiên niên kỷ 4 trước Công Nguyên, như những đồ vật được tìm thấy tại Varna Necropolis. Các đồ tạo tác bằng vàng như những chiếc mũ vàng và đĩa Nebra xuất hiện ở Trung Âu từ thiên niên kỷ 2 trước Công Nguyên tại Thời đồ đồng.
Chữ tượng hình Ai Cập ngay từ năm 2600 TCN đã miêu tả vàng, mà vua Tushratta của Mitanni tuyên bố là "nhiều hơn cát bụi" tại Ai Cập. Ai Cập và đặc biệt là Nubia có các nguồn tài nguyên để biến họ trở thành các trung tâm chế tạo vàng trong hầu hết lịch sử. Bản đồ sớm nhất được biết tới là Bản đồ giấy cói Turin và thể hiện sơ đồ của một mỏ vàng tại Nubia cùng với những chỉ dẫn địa lý địa phương. Các phương thức chế biến ban đầu đã được Strabo miêu tả và gồm cả việc nung chảy. Những mỏ lớn cũng hiện diện trên khắp Biển Đỏ ở nơi hiện là Ả Rập Xê Út.
Truyền thuyết về bộ lông cừu vàng có thể để cập tới việc dùng lông cừu để khai thác bụi vàng từ trầm tích cát vàng ở thế giới cổ đại. Vàng thường được đề cập tới trong Cựu ước, bắt đầu với Khải huyền 2:11 (tại Havilah) và gồm trong với các quà tặng của magi trong những chương đầu tiên của Tân ước của Matthew. Sách Khải huyền 21:21 đã miêu tả thành phố Jerusalem Mới có các đường phố "làm bằng vàng nguyên chất, sáng như pha lê". Góc tây nam của Biển Đen nổi tiếng với vàng. Việc khai thác được cho là đã bắt đầu từ thời Midas, và vàng ở đây đóng vai trò quan trọng trong việc hình thành cái có thể là đồng tiền đúc đầu tiên tại Lydia khoảng năm 610 trước Công Nguyên. Từ thế kỷ VI hay V trước Công Nguyên, nhà Chu đã cho sử dụng dĩnh viên, một kiểu đồng tiền xu vàng.

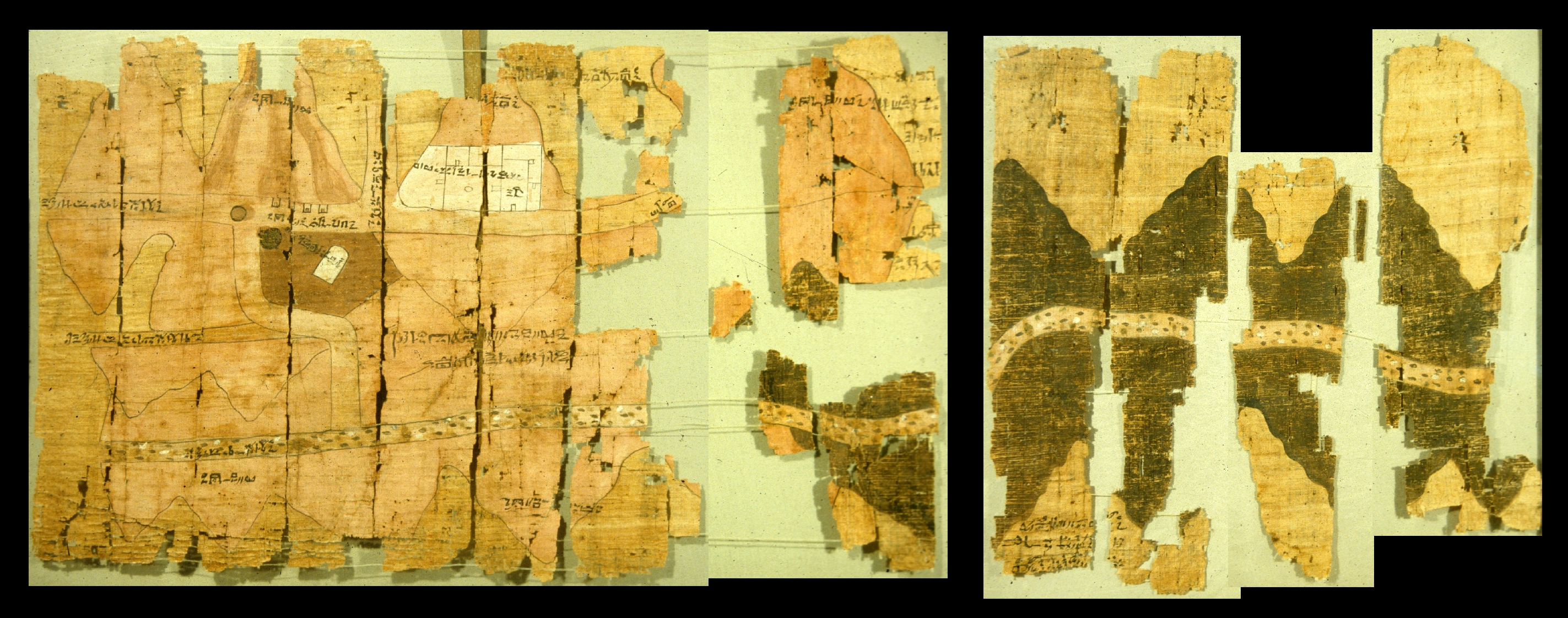
Bản đồ Giấy cói Turin
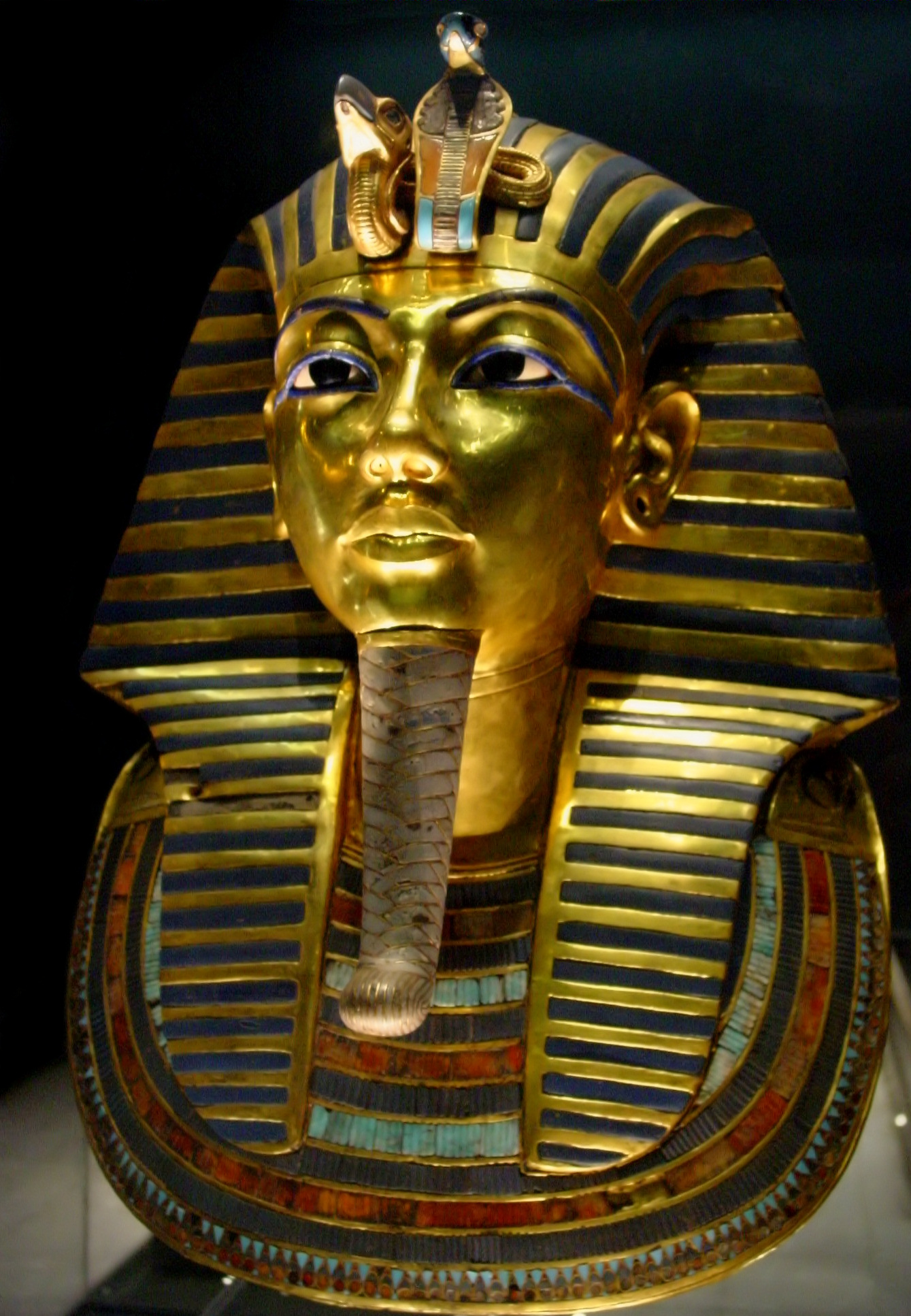
Mặt nạ tang lễ của Tutankhamun
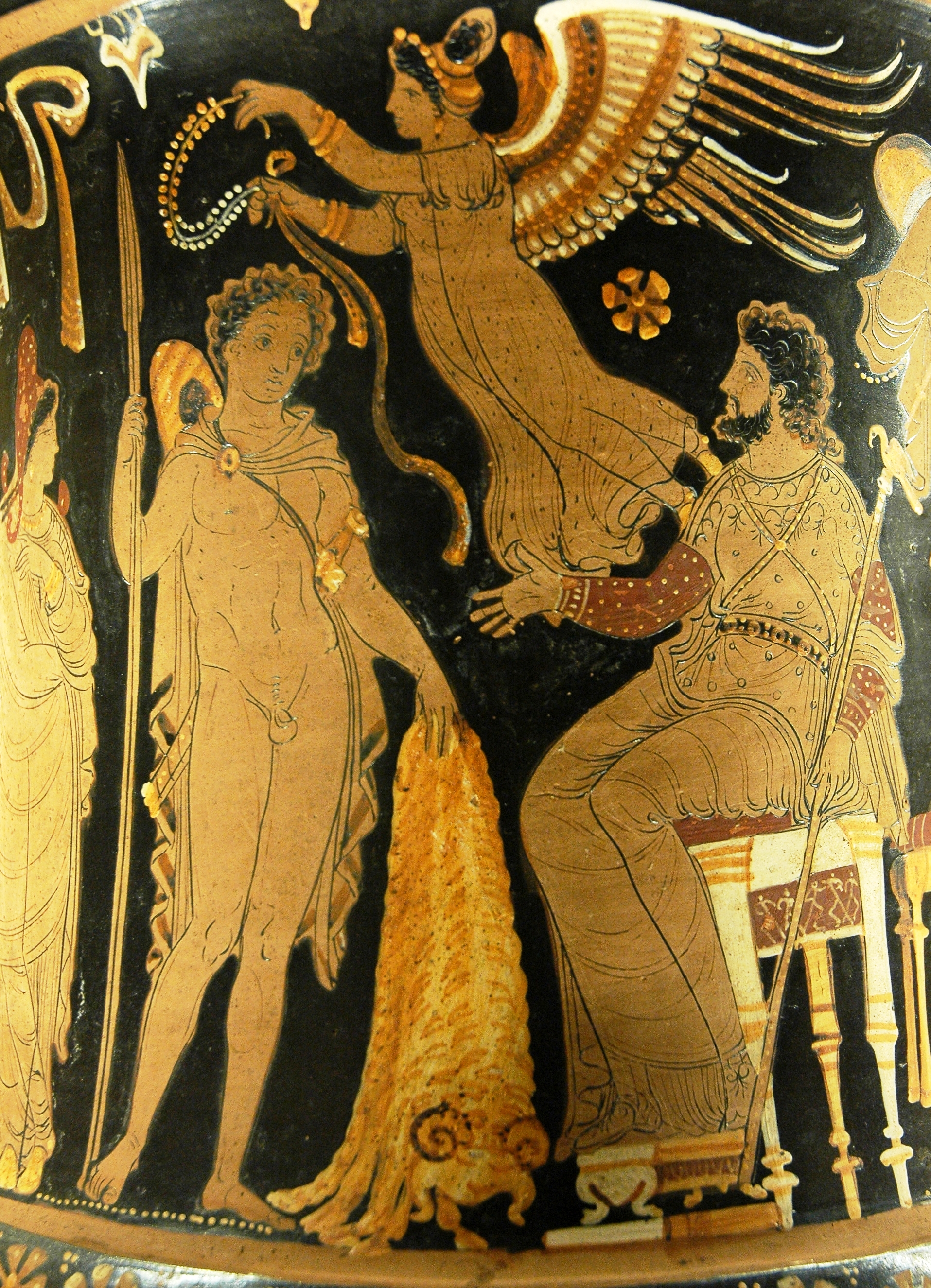
Jason trở về với mớ lông cừu vàng. Hình trên vò gốm họa tiết đỏ Apulia, khoảng 340–330 TCN.

Người La Mã đã phát triển các kỹ thuật mới để khai thác vàng ở quy mô lớn bằng các phương pháp khai mỏ thủy lực, đặc biệt tại Hispania từ năm 25 trước Công Nguyên trở đi và tại Dacia từ năm 150 trở đi. Một trong những mỏ lớn nhất nằm tại Las Medulas ở León (Tây Ban Nha), nơi bảy cống dẫn nước cho phép tháo hầu hết trầm tích bồi tích lớn. Các mỏ tại Roşia Montană ở Transilvania cũng rất lớn, và cho tới tận gần đây, vẫn được khai thác bằng các phương thức khai mỏ lộ thiên. Các mỏ nhỏ hơn tại Anh cũng được khai thác, như các sa khoáng cát vàng và khoáng sàng đá cứng tại Dolaucothi. Nhiều phương pháp họ sử dụng đã được Pliny Già miêu tả kỹ lưỡng trong bách khoa toàn thư của mình (Naturalis Historia) được viết vào khoảng cuối thế kỷ I.
Đế quốc Mali tại châu Phi nổi tiếng khắp Cựu thế giới về trữ lượng vàng lớn của mình. Mansa Musa, nhà cai trị đế chế (1312–1337) trở nên nổi tiếng khắp Cựu thế giới về cuộc hành hương của mình tới Mecca năm 1324. Ông đã đi qua Cairo tháng 7 năm 1324, và được mô tả là đã được tháp tùng bởi một đoàn lạc đà với hàng nghìn người và gần một trăm con lạc đà. Ông đã cho đi rất nhiều vàng tới mức vàng giảm giá ở Ai Cập trong hơn một thập niên. Một sử gia Ả Rập đương thời đã bình luận:
| “                 | Vàng đang có giá cao ở Ai Cập cho tới khi họ tới năm ấy. Một mithqal không dưới 25 dirham và nói chung là cao hơn, nhưng từ thời điểm ấy giá trị của nó đã giảm và mức giá thấp này vẫn còn tới ngày nay. Một mithqal không vượt quá 22 dirham hay ít hơn. Đây là mức giá trao đổi trong khoảng mười hai năm cho tới hiện tại bởi số lượng vàng lớn mà họ đã mang tới Ai Cập và chi tiêu tại đó [...] | ” |
| — Chihab Al-Umari | |   |

Cuộc thám hiểm châu Mỹ của người châu Âu đã được kích thích một phần lớn bởi những báo cáo về các đồ trang sức bằng vàng được trưng bày khắp nơi bởi người bản xứ châu Mỹ, đặc biệt tại Trung Mỹ, Peru, Ecuador và Colombia. Người Aztec coi vàng theo nghĩa đen là sản phẩm của thần thánh, gọi nó là "phân của thánh" (teocuitlatl trong tiếng Nahuatl).
Dù giá của một số nhóm kim loại platin cao hơn nhiều, vàng từ lâu đã được coi là kim loại đáng thèm muốn nhất trong các kim loại quý, và giá trị của nó đã được sử dụng làm bản vị cho nhiều tiền tệ (được gọi là bản vị vàng) trong lịch sử. Vàng đã được sử dụng như một biểu tượng cho sự thanh khiết, giá trị, sự vương giả, và đặc biệt các vai trò phối hợp cả ba đặc tính đó. Vàng như một dấu hiệu của sự giàu sang và danh vọng đã bị Thomas More đem ra chế nhạo trong chuyên luận Utopia. Trên hòn đảo tưởng tượng đó, vàng quá dư thừa tới mức nó được dùng làm xiềng xích cho nô lệ, đồ ăn và đồ cho nhà vệ sinh. Khi các đại sứ từ các quốc gia khác tới, đeo những bộ đồ trang sức bằng vàng, người dân Utopia tưởng họ là những kẻ hầu hạ, và chỉ tỏ lòng kính trọng với những người ăn mặc xoàng xĩnh nhất trong đoàn.
Có một truyền thống từ lâu là việc cắn vàng để thử nó. Dù đây chắc chắn không phải là một cách chuyên nghiệp để thử vàng, việc cắn để thử có thể để lại dấu vết vì vàng là một kim loại mềm, như được chỉ ra bởi điểm của nó trong bảng độ cứng khoáng vật Mohs. Vàng càng nguyên chất thì càng dễ tạo dấu. Chì được sơn có thể đánh lừa việc thử này bởi chì mềm hơn vàng (và có thể gây ra một nguy cơ ngộ độc chì nhỏ nếu một lượng chì đủ lớn bị hấp thụ trong lần cắn).
Vàng thời cổ đại về mặt địa chất khá dễ để có được; tuy nhiên 75% tổng lượng vàng từng được khai thác đã được khai thác từ năm 1910. Ước tính rằng tổng lượng vàng từng được khai thác sẽ tạo ra một khối 20 m (66 ft) mỗi cạnh (tương đương 8.000 m³).
Một mục đích chính của các nhà giả kim thuật là tạo ra vàng từ các chất khác, như chì — được cho là qua tương tác với một chất bí ẩn được gọi là đá của nhà hiền triết. Dù họ không bao giờ thành công trong nỗ lực này, các nhà giả kim thuật đã khiến người ta quan tâm hơn vào cái có thể thực hiện được với các chất, và điều này đã đặt ra nền tảng cho ngành hóa học ngày nay. Biểu tượng của họ cho vàng là vòng tròn với một điểm ở tâm (☉), cũng là biểu tượng chiêm tinh và chữ cái Trung Quốc cổ cho Mặt Trời. Với việc tạo ra vàng nhân tạo thời hiện đại bằng cách bắt neutron, xem Tổng hợp vàng.
Trong thế kỷ XIX, những cuộc đổ xô đi tìm vàng đã xảy ra bất kỳ khi nào những trầm tích vàng lớn được phát hiện. Lần khám phá đầu tiên ra vàng tại Hoa Kỳ được ghi lại là tại Mỏ Vàng Reed gần Georgeville, Bắc Carolina năm 1803. Cuộc đổ xô đi tìm vàng đầu tiên ở Hoa Kỳ diễn ra tại một thị trấn nhỏ phía bắc Georgia tên là Dahlonega. Những cuộc đổ xô đi tìm vàng khác diễn ra tại California, Colorado, Black Hills, Otago, Australia, Witwatersrand, và Klondike.
Bởi giá trị cao từ trong lịch sử của nó, đa số vàng đã được khai thác trong suốt lịch sử vẫn đang được lưu chuyển dưới hình thức này hay hình thức khác. Năm 2009, Satoshi Nakamoto đã phát minh ra một loại tiền tệ mới với tên gọi là Bitcoin, có khả năng cạnh tranh trực tiếp với vàng do có đầy đủ các tính chất của kim loại này và vượt qua được sự kiểm soát của chính phủ.

## Sự phổ biến

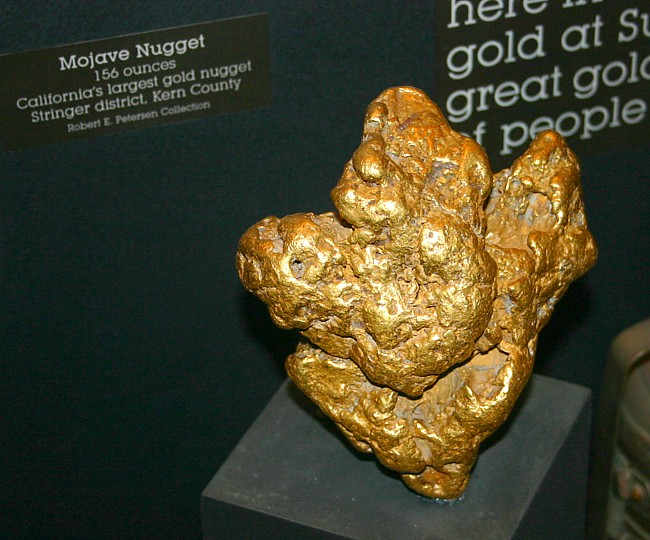
Cục vàng tự nhiên 156-ounce (4,85 kg) này được một người tìm quặng tìm thấy ở Sa mạc Nam California bằng một máy dò kim loại.

Số nguyên tử 79 của vàng khiến nó là một trong những nguyên tố có số nguyên tử lớn nhất có mặt trong tự nhiên. Giống mọi nguyên tố với các số nguyên tử lớn hơn sắt, vàng được cho là đã hình thành từ một quá trình tổng hợp hạt nhân sao siêu mới. Những vụ nổ sao siêu mới tung bụi có chứa kim loại (gồm cả các nguyên tố nặng như vàng) vào trong vùng không gian sau này đặc lại thành hệ mặt trời và Trái Đất của chúng ta.
Trên Trái Đất, vàng thường xuất hiện như là kim loại tự nhiên, thường là trong dung dịch đặc của vàng và bạc (nghĩa là hợp kim của vàng với bạc). Các hợp kim này thường có hàm lượng bạc 8–10%. Electrum là vàng nguyên tố với hơn 20% bạc. Màu sắc của quặng vàng bạc thay đổi từ màu vàng-bạc tới bạc, phụ thuộc vào hàm lượng bạc. Càng nhiều bạc, nó càng có trọng lượng riêng thấp.

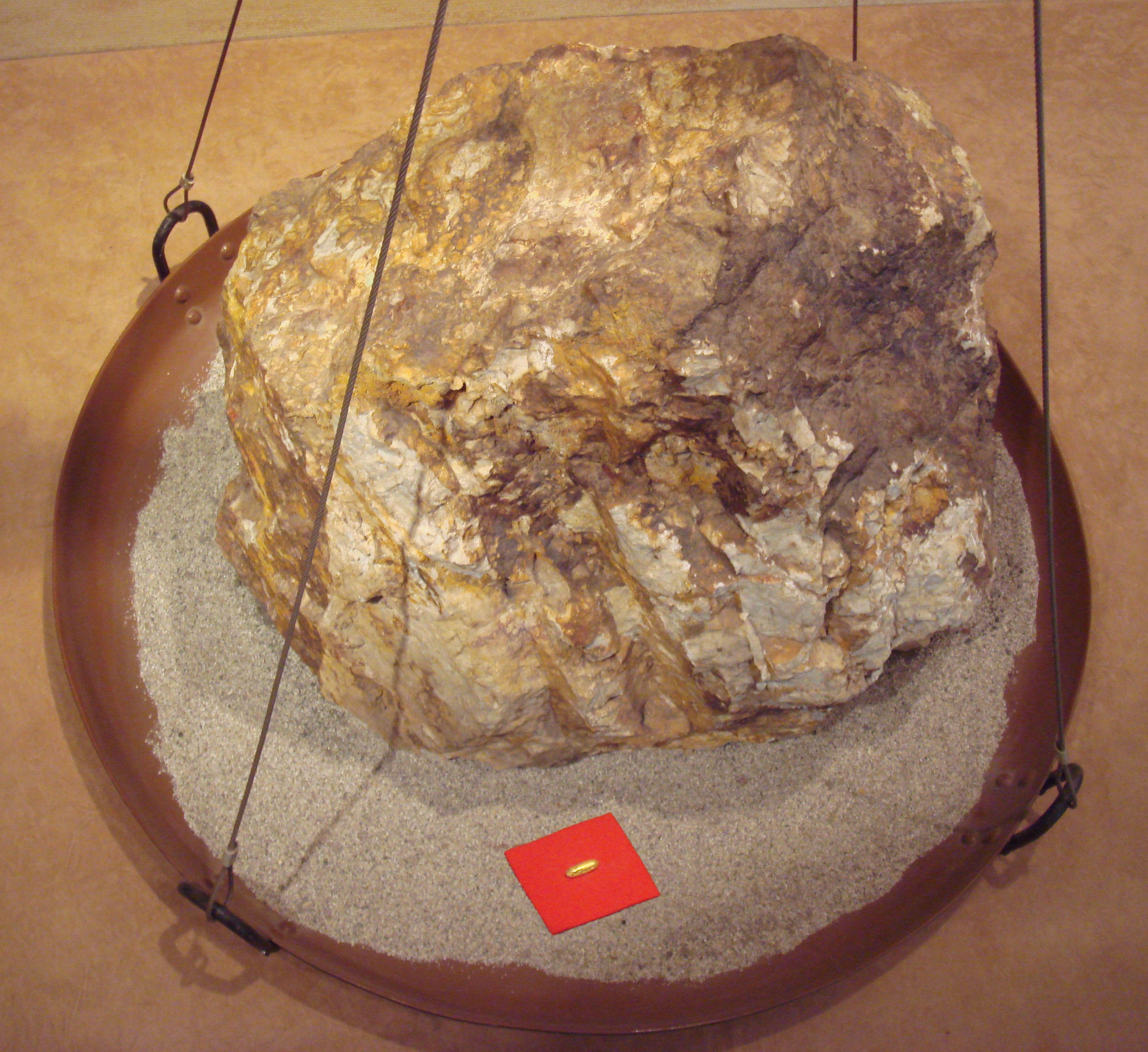
Kích thước so sánh của một khối quặng vàng 860 kg và 30 g vàng có thể lấy được từ nó. Mỏ vàng Toi, Nhật Bản.

Vàng được tìm thấy trong quặng được tạo ra từ đá với các phần từ vàng rất nhỏ hay cực nhỏ. Quặng vàng này thường được tìm thấy cùng thạch anh hay các khoáng chất sulfide, như Fool's Gold (vàng của thằng ngốc), vốn là một pyrit. Chúng được gọi là khoáng sản "mạch". Vàng tự nhiên cũng có dưới hình thức các bông tự do, các hạt hay những quặng vàng lớn đã bị ăn mòn khỏi đá và kết thúc trong các trầm tích phù sa (được gọi là trầm tích cát vàng). Những loại vàng tự do đó luôn nhiều hơn tại bề mặt các mạch có vàng do oxy hóa các khoáng chất kèm theo bởi thời tiết, và việc rửa trôi bụi vào các con suối và dòng sông, nơi nó tụ tập lại và có thể được hoạt động của nước liên kết lại với nhau để hình thành nên các cục vàng.
Vàng thỉnh thoảng được tìm thấy cùng teluride như là các khoáng vật calaverit, krennerit, nagyagit, petzit và sylvanit, và như khoáng vật bismuthua hiếm maldonit (Au2Bi) và antimonua aurostibit (AuSb2). Vàng cũng phát sinh trong các hợp kim hiếm với đồng, chì, và thủy ngân: các khoáng vật auricuprid (Cu3Au), novodneprit (AuPb3) và weishanit ((Au, Ag)3Hg2).
Nghiên cứu gần đây gợi ý rằng các vi sinh vật đôi khi có thể đóng vai trò quan trọng trong việc hình thành các trầm tích vàng, vận chuyển và kết tủa vàng để hình thành các hạt và cục được thu thập trong các trầm tích phù sa.
Các đại dương trên Trái Đất có chứa vàng. Hàm lượng vàng ước tính trong Đại Tây Dương và Đông Bắc Thái Bình Dương là 50–150 fmol/L hay 10-30 phần trên triệu luỹ thừa bốn. Nói chung, hàm lượng vàng trong các mẫu ở nam Đại Tây Dương và trung Thái Bình Dương là tương đương (~50 fmol/L) nhưng ít chắc chắn hơn. Những vùng nước sâu Địa Trung Hải có hàm lượng vàng lớn hơn (100–150 fmol/L) do bụi do gió thổi và/hoặc do các con sông. Ở mức 10 phần trên triệu luỹ thừa bốn các đại dương của Trái Đất sẽ chứa 15.000 tấn vàng. Những con số này nhỏ bằng một phần ba số ước tính trong tài liệu trước năm 1988, cho thấy các vấn đề với dữ liệu trước đó.
Một số người đã tuyên bố có khả năng khai thác vàng một cách kinh tế từ nước biển, nhưng tất cả họ đều hoặc gặp sai lầm hoặc là có ý đồ lừa gạt. Prescott Jernegan đã cho hoạt động một chiếc máy khai thác vàng ở Hoa Kỳ trong những năm 1890. Một kẻ bịp bợm người Anh cũng có một chiếc máy tương tự ở Anh đầu những năm 1900. Fritz Haber (nhà phát minh người Đức với quy trình Haber) đã nghiên cứu việc tách vàng từ nước biển trong một nỗ lực giúp nước Đức bồi thường chiến phí sau Thế chiến I. Dựa trên các giá trị được công bố là 2 tới 64 ppb vàng trong nước biển thì sự tách vàng thành công về mặt thương mại ra khỏi nước biển dường như là có thể. Sau những phân tích 4.000 mẫu nước biển với hàm lượng trung bình 0,004 ppb mọi việc trở nên rõ ràng rằng việc tách vàng sẽ không thể trở thành hiện thực và ông đã dừng dự án. Không một cơ cấu thương mại thực sự nào cho việc tách chiết vàng từ nước biển đã từng được xác nhận. Tổng hợp vàng không có tính kinh tế và dường như cũng sẽ luôn như vậy trong tương lai.

Các mẫu vàng tự nhiên
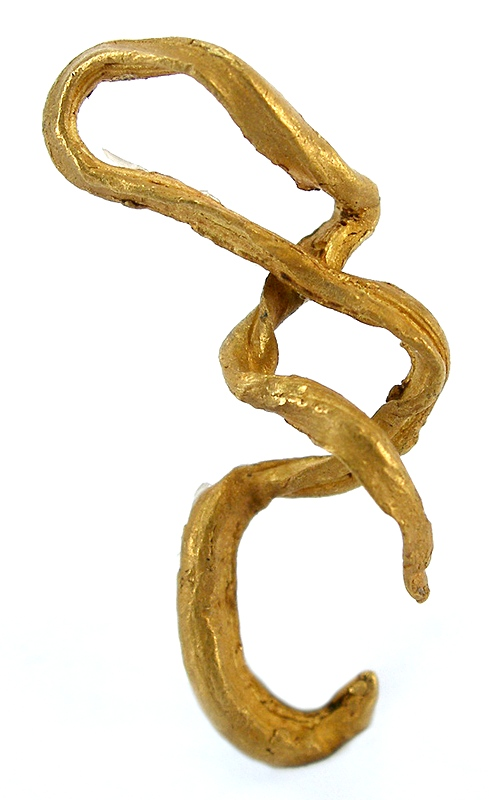
"Dây vàng" từ Sông Lena, Cộng hoà Sakha, Nga. Kích thước: 2,5×1,2×0,7 cm.
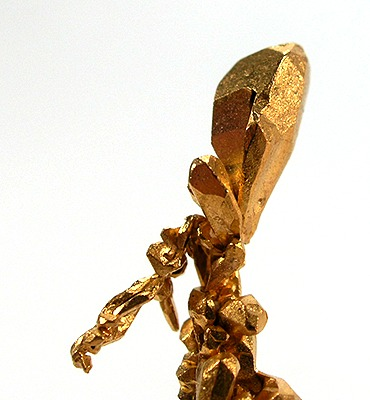
Vàng kết tinh từ Mina Zapata, Santa Elena de Uairen, Venezuela. Kích thước: 3,7×1,1×0,4 cm.
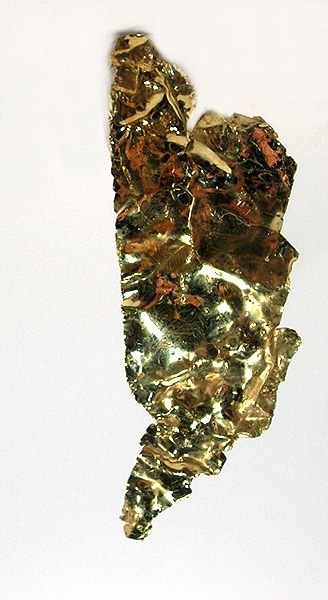
Vàng lá từ Mỏ Harvard, Jamestown, Hoa Kỳ. Kích thước 9,3×3,2× >0,1 cm.

## Sản xuất

Khuynh hướng khai thác vàng của thế giới

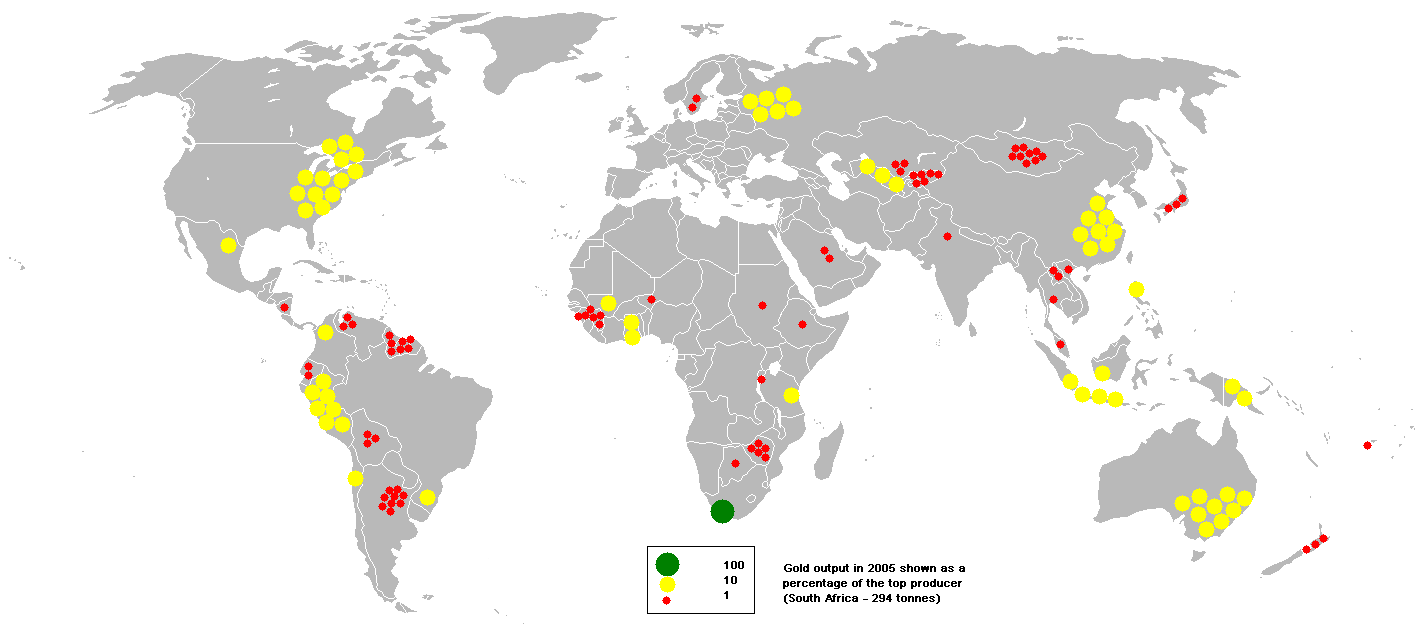
Sản lượng vàng năm 2005

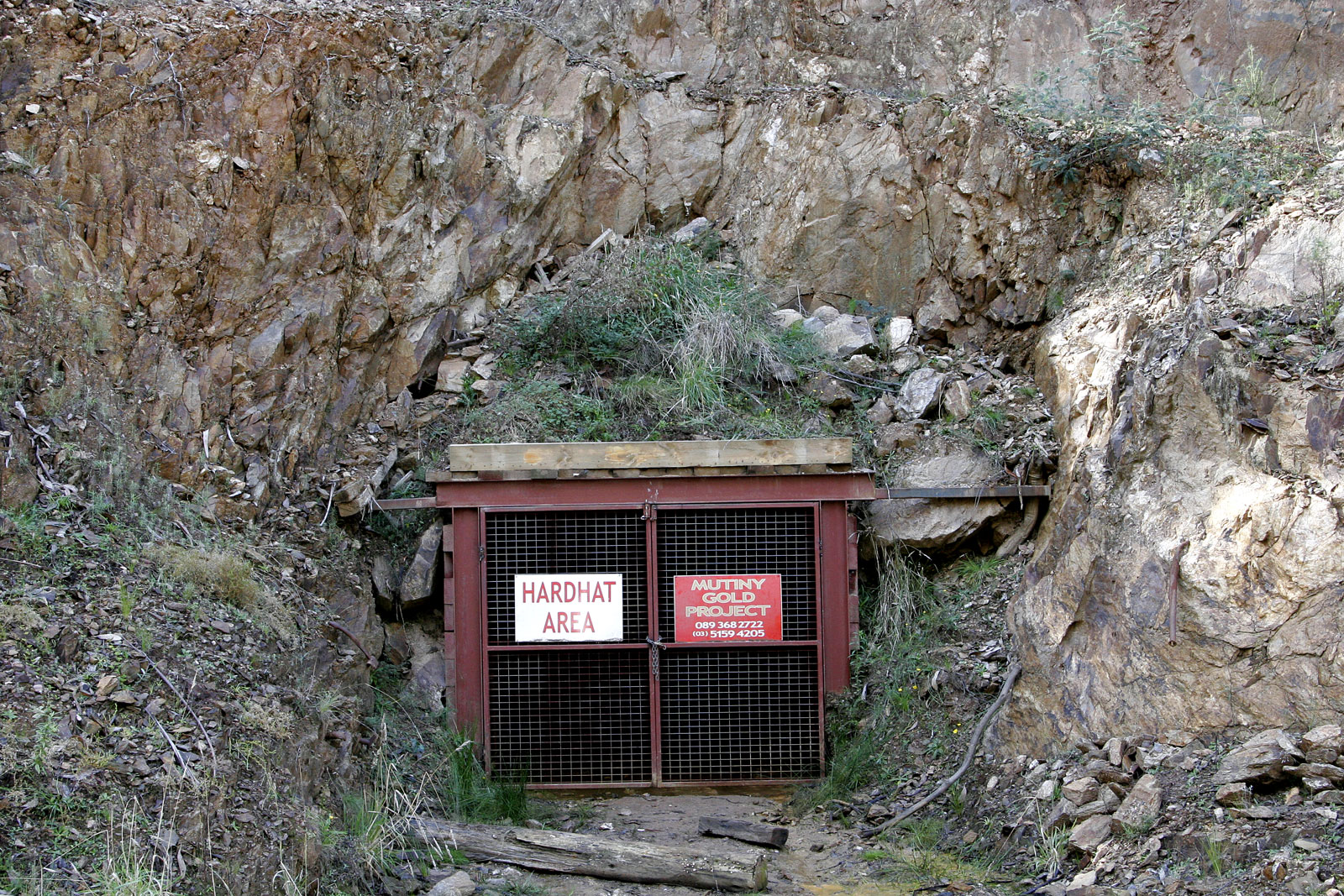
Lối vào mỏ vàng ngầm dưới đất tại Victoria, Úc

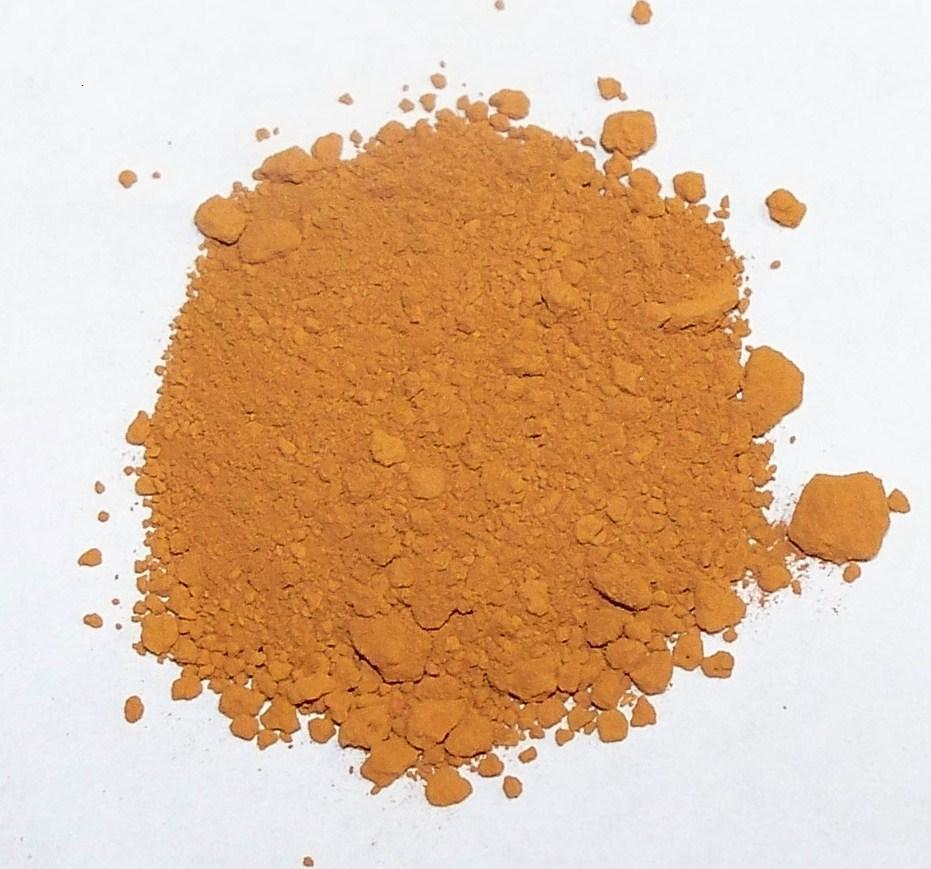
Vàng nguyên chất kết tủa được sản xuất bởi quá trình luyện nước cường toan

Khai thác vàng có tính kinh tế nhất khi thực hiện tại các mỏ lớn, có trầm tích dễ khai thác. Các cấp quặng thấp ở mức 0,5 mg/kg (0,5 phần trên triệu, ppm) có thể có tính kinh tế. Các cấp quặng thông thường tại các mỏ lộ thiên là 1–5 mg/kg (1–5 ppm); các cấp quặng ngầm dưới đất hay mỏ đá cứng thường ít nhất đạt 3 mg/kg (3 ppm). Bởi phải có các cấp quặng 30 mg/kg (30 ppm) để vàng có thể được quan sát bằng mắt thường, tại hầu hết các mỏ thì vàng không thể nhìn thấy được.
Từ những năm 1880, Nam Phi đã là một nguồn chiếm tỷ lệ lớn nguồn cung vàng thế giới, với khoảng 50% tất cả lượng vàng từng được sản xuất có nguồn gốc từ Nam Phi. Sản lượng năm 1970 chiếm 79% nguồn cung thế giới, sản xuất khoảng 1.480 tấn. Sản lượng toàn thế giới năm 2008 là 2.260 tấn và năm 2011 là 2.700 tấn. Năm 2007 Trung Quốc (với 276 tấn) đã vượt qua Nam Phi trở thành nước sản xuất vàng lớn nhất, lần đầu tiên từ năm 1905 mất ngôi vị số một.
Thành phố Johannesburg ở Nam Phi đã được thành lập sau Cuộc đổ xô đi tìm vàng Witwatersrand dẫn tới sự phát hiện một trong những trầm tích vàng lớn nhất thế giới từng có. Các mỏ vàng nằm trong châu thổ các tỉnh Free State và Gauteng rộng về strike and dip đòi hỏi một trong những mỏ sâu nhất thế giới, với các mỏ Savuka và TauTona hiện là những mỏ vàng sâu nhất thế giới với độ sâu 3.777 m. Cuộc chiến tranh Boer lần thứ hai giai đoạn 1899–1901 giữa Đế chế Anh và người Boer Afrikaner ít nhất một phần vì các quyền khai mỏ và sở hữu các mỏ vàng ở Nam Phi.
Các nhà sản xuất vàng lớn khác gồm Hoa Kỳ, Australia, Nga và Peru. Các mỏ ở Nam Dakota và Nevada cung cấp hai phần ba lượng vàng sử dụng tại Hoa Kỳ. Ở Nam Mỹ, dự án Pascua Lama gây tranh cãi có mục tiêu khai thác các mỏ vàng giàu trữ lượng tại những dãy núi cao ở Sa mạc Atacama, tại biên giới giữa Chile và Argentina. Ngày nay một phần tư sản lượng vàng thế giới ước tính có nguồn gốc từ các mỏ vàng khai thác thủ công hay mỏ cỡ nhỏ.
Sau khi sản xuất ban đầu, vàng thường được tinh chế theo cách công nghiệp bằng quá trình Wohlwill dựa trên điện phân hay bằng quá trình Miller, khử clo cho dung dịch. Quá trình Wohlwill mang lại độ tinh khiết cao hơn, nhưng phức tạp hơn và thường áp dụng cho các cơ sở quy mô nhỏ. Các phương pháp khác để phân tích và tinh luyện vàng gồm thủy phân và tách bạc cũng như phương pháp cupell, hay các phương pháp tinh luyện dựa trên việc hoà tan vàng trong aqua regia.
Ở thời điểm cuối năm 2006, ước tính tất cả lượng vàng từng được khai thác là 158.000 tấn và trong ấn bản tháng 1 năm 2009 của mình, National Geographic viết: "Trong toàn bộ lịch sử, chỉ 161.000 tấn vàng đã được khai thác, chỉ đủ để lấp đầy hai bể bơi dùng trong Olympic." Nó có thể được thể hiện bằng một khối với chiều dài cạnh khoảng 20,28 mét. Giá trị của nó rất hạn chế; với giá $1.000 trên ounce, 161.000 tấn vàng sẽ chỉ có giá trị 5,2 nghìn tỷ dollar.
Trung bình chi phí để khai thác vàng khoảng US$317/oz năm 2007, nhưng nó có thể khác biệt rất lớn phụ thuộc vào kiểu mỏ và chất lượng quặng; sản lượng sản xuất tại các mỏ toàn cầu đạt 2.471,1 tấn.
Vàng rất ổn định và có giá trị tới mức nó luôn được thu lại và tái sử dụng. Không có việc tiêu thụ vàng thực sự theo nghĩa kinh tế; việc lưu giữ vàng vẫn là điều thiết yếu khi quyền sở hữu chuyển từ bên này qua bên khác.

## Tiêu thụ
Tỷ lệ tiêu thụ vàng được sản xuất trên thế giới ước khoảng 50% trong lĩnh vực trang sức, 40% để đầu tư và 10% trong công nghiệp.
Cho tới năm 2013, Ấn Độ là nước tiêu thụ vàng nhiều nhất thế giới. Người Ấn Độ mua khoảng 25% lượng vàng của thế giới, xấp xỉ 800 tấn mỗi năm. Ấn Độ cũng là nhà nhập khẩu kim loại vàng. Năm 2008 Ấn Độ nhập khẩu khoảng 400 tấn vàng.
Theo Hội đồng Vàng Thế giới (World Gold Council), Trung Quốc là nước tiêu thụ vàng nhiều nhất thế giới vào năm 2013 và lần đầu tiên vượt qua Ấn Độ, với mức tiêu thụ của Trung Quốc tăng 32% chỉ trong một năm, trong khi Ấn Độ chỉ tăng 13% và toàn thế giới tăng 21%. Không giống như Ấn Độ, nơi vàng được sử dụng chủ yếu trong ngành kim hoàn, Trung Quốc chủ yếu sử dụng vàng để sản xuất và bán lẻ.
| Quốc gia                             | 2009     | 2010    | 2011    | 2012    | 2013    |
| ------------------------------------ | -------- | ------- | ------- | ------- | ------- |
| Ấn Độ                                | 442,37   | 745,70  | 986,3   | 864     | 974     |
| Trung Quốc                           | 376,96   | 428,00  | 921,5   | 817,5   | 1.120,1 |
| Hoa Kỳ                               | 150,28   | 128,61  | 199,5   | 161     | 190     |
| Thổ Nhĩ Kỳ                           | 75,16    | 74,07   | 143     | 118     | 175,2   |
| Ả Rập Xê Út                          | 77,75    | 72,95   | 69,1    | 58,5    | 72,2    |
| Nga                                  | 60,12    | 67,50   | 76,7    | 81,9    | 73,3    |
| Các Tiểu vương quốc Ả Rập Thống nhất | 67,60    | 63,37   | 60,9    | 58,1    | 77,1    |
| Ai Cập                               | 56,68    | 53,43   | 36      | 47,8    | 57,3    |
| Indonesia                            | 41,00    | 32,75   | 55      | 52,3    | 68      |
| Vương quốc Anh                       | 31,75    | 27,35   | 22,6    | 21,1    | 23,4    |
| Các quốc gia khác vùng vịnh Ba Tư    | 24,10    | 21,97   | 22      | 19,9    | 24,6    |
| Nhật Bản                             | 21,85    | 18,50   | −30,1   | 7,6     | 21,3    |
| Hàn Quốc                             | 18,83    | 15,87   | 15,5    | 12,1    | 17,5    |
| Việt Nam                             | 15,08    | 14,36   | 100,8   | 77      | 92,2    |
| Thái Lan                             | 7,33     | 6,28    | 107,4   | 80,9    | 140,1   |
| Tổng cộng                            | 1.508,70 | 1.805,6 | 3.097,1 | 2.770,1 | 3.412,8 |
| Các quốc gia khác                    | 251,6    | 254,0   | 390,4   | 393,5   | 450,7   |
| Toàn thế giới                        | 1.760,3  | 2.059,6 | 3.487,5 | 3.163,6 | 3.863,5 |

## Hoá học
Dù vàng là một kim loại quý, nó hình thành nhiều hợp chất. Số oxy hóa của vàng trong các hợp chất của nó thay đổi từ −1 đến +5, nhưng Au(I) và Au(III) chi phối tính chất hóa học của nó. Au(I), thường được gọi là ion aurơ, là trạng thái oxy hóa phổ biến nhất với các phối tử mềm như các thioether, thiolat, và phosphin ba. Các hợp chất Au(I) thường có đặc trưng tuyến tính. Một ví dụ điển hình là Au(CN)2−, là hình thức hoà tan của vàng trong khai mỏ. Đáng ngạc nhiên, các phức chất với nước khá hiếm. Các vàng halogen nhị phân, như AuCl, tạo nên các chuỗi polyme zíc zắc, một lần nữa thể hiện phối trí tuyến tính tại Au. Đa số thuốc dựa trên vàng là các dẫn xuất Au(I).
Au(III) (auric) là một trạng thái oxy hóa phổ biến và được thể hiện bởi vàng(III) chloride, Au2Cl6. Các trung tâm nguyên tử vàng trong các phức chất Au(III), giống như các hợp chất d8 khác, nói chung là phẳng vuông, với các liên kết hóa học có các đặc trưng cả cộng hóa trị lẫn ion.
Aqua regia, một hỗn hợp 1:3 gồm axit nitric và axit clohydric, hoà tan vàng. Axit nitric oxy hóa vàng kim loại thành các ion +3, nhưng chỉ với những khối lượng nhỏ, thường không thể phát hiện trong axit tinh khiết bởi trạng thái cân bằng hoá học của phản ứng. Tuy nhiên, các ion bị loại bỏ khỏi trạng thái cân bằng bởi axit clohydric, hình thành các ion AuCl4−, hay axit cloroauric, vì thế cho phép sự tiếp tục oxy hóa.
Một số halogen tự do phản ứng với vàng. Vàng cũng phản ứng với các dung dịch kiềm của kali xyanua. Với thủy ngân, nó hình thành một hỗn hống.

### Các trạng thái oxy hóa ít phổ biến khác
Các trạng thái oxy hóa ít phổ biến của vàng gồm −1, +2 và +5.
Trạng thái oxy hóa −1 xảy ra trong các hợp chất có chứa anion Au−, được gọi là auride. Ví dụ, caesi auride (CsAu), kết tinh theo kiểu caesi chloride. Các auride khác gồm các auride của Rb+, K+, và tetramethylammoni (CH3)4N+.
Các hợp chất vàng(II) thường nghịch từ với các liên kết Au–Au như [Au(CH2)2P(C6H5)2]2Cl2. Sự bay hơi của một dung dịch Au(OH)
3 trong H
2SO
4 cô đặc tạo ra các tinh thể đỏ của vàng(II) sulfat, AuSO
4. Ban đầu được cho là một hợp chất có hoá trị hỗn hợp, nó đã được chứng minh có chứa một số cation Au4+
2. Một phức chất vàng(II) đáng chú ý, và chính thống là cation tetraxenon vàng(II), có chứa xenon như một phối tử, được tìm thấy trong [AuXe4](Sb2F11)2.
Vàng pentaflorua và anion dẫn xuất của nó, AuF−
6, là ví dụ duy nhất về vàng(V), trạng thái oxy hóa cao nhất được kiểm tra.
Một số hợp chất vàng thể hiện liên kết ái vàng, miêu tả khuynh hướng của các ion vàng phản ứng ở các khoảng cách quá xa để là một liên kết Au–Au thông thường nhưng ngắn hơn khoảng cách liên kết van der Waals. Tương tác được ước tính có thể so sánh về độ mạnh với liên kết hydro.

### Các hợp chất hoá trị hỗn hợp
Các hợp chất cụm được định nghĩa rõ có rất nhiều. Trong những trường hợp đó, vàng có một trạng thái oxy hóa phân đoạn. Một ví dụ đại diện là loại tám mặt {Au[P(C6H5)3]}62+. Các hợp chất vàng chalcogenua, như vàng sulfide, có đặc trưng là có các lượng tương đương của Au(I) và Au(III).

## Hợp chất của vàng
Vàng là một kim loại hầu như không phản ứng với các loại hóa chất, nên hợp chất của vàng được tạo thành trong những dung dịch hoặc điều kiện đặc biệt.

### Hợp chất của vàng

#### Hợp chất hữu cơ
- Gold(I) sulfide: Au2S

+ Là một trong hai hợp chất chính chứa lưu huỳnh của vàng, rất độc hại
+ Au2S không tan trong nước
+ Điều chế bằng cách xử lý vàng Iclorua hoặc dixyanoaunat với hidro sunfua:
H2S + 2KAu(CN)2 → Au2S + 2KCN + 2HCN
- Auranofin:  {\displaystyle {\ce {C20H35AuO9PS+}}}

Bài chi tiết: Wikipedia tiếng Anh: Auranofin. Wikipedia tiếng Việt: Auranofin
- Aurothioglucose: {\displaystyle {\ce {AuSC6H11O5}}}

Bài chi tiết: Wikipedia tiếng Anh: Aurothioglucose. Wikipedia tiếng Việt: Aurothioglucose
- Sodium aurothiomalate: {\displaystyle {\ce {AuSC6H11O5}}}

Bài chi tiết: Wikipedia tiếng Anh: Sodium aurothiomalate. Wikipedia tiếng Việt: Natri aurothiomalate

## Độc tính
Kim loại (nguyên tố) vàng nguyên chất không độc và không gây kích thích khi ăn vào và thỉnh thoảng được dùng để trang trí thực phẩm dưới dạng vàng lá hoặc vẩy vàng. Vàng kim loại cũng là một thành phần của các loại đồ uống có cồn Goldschläger, Gold Strike, và Goldwasser. Vàng kim loại đã được cho phép như một phụ gia thực phẩm tại EU (E175 trong Codex Alimentarius). Dù ion vàng độc, việc chấp nhận kim loại vàng như một phụ gia thực phẩm bởi tính chất trơ tương đối với hoá học của nó, và khả năng chống ăn mòn hay biến thành một loại muối hoà tan (các hợp chất vàng) bởi bất kỳ một quá trình hoá học nào đã được biết có thể xảy ra bên trong cơ thể người.
Các hợp chất hoà tan (các muối vàng) như gold chloride độc hại với gan và thận. Các muối cyanide thông thường của vàng như vàng cyanide kali, được dùng trong việc mạ điện, độc hại cả về tình chất cyanide cả về hàm lượng vàng có trong nó. Đó là những trường hợp hiếm về ngộ độc vàng nguy hiểm từ vàng cyanide kali. Ngộ độc vàng có thể được chữa trị bằng một liệu pháp chelation với một tác nhân như Dimercaprol.
Vàng kim loại đã được bầu là Chất gây dị ứng của Năm năm 2001 bởi American Contact Dermatitis Society. Dị ứng do tiếp xúc với vàng hầu hết ảnh hưởng tới phụ nữ. Dù vậy, vàng là một chất gây dị ứng do tiếp xúc không mạnh, so với các kim loại như nickel.

## Giá cả

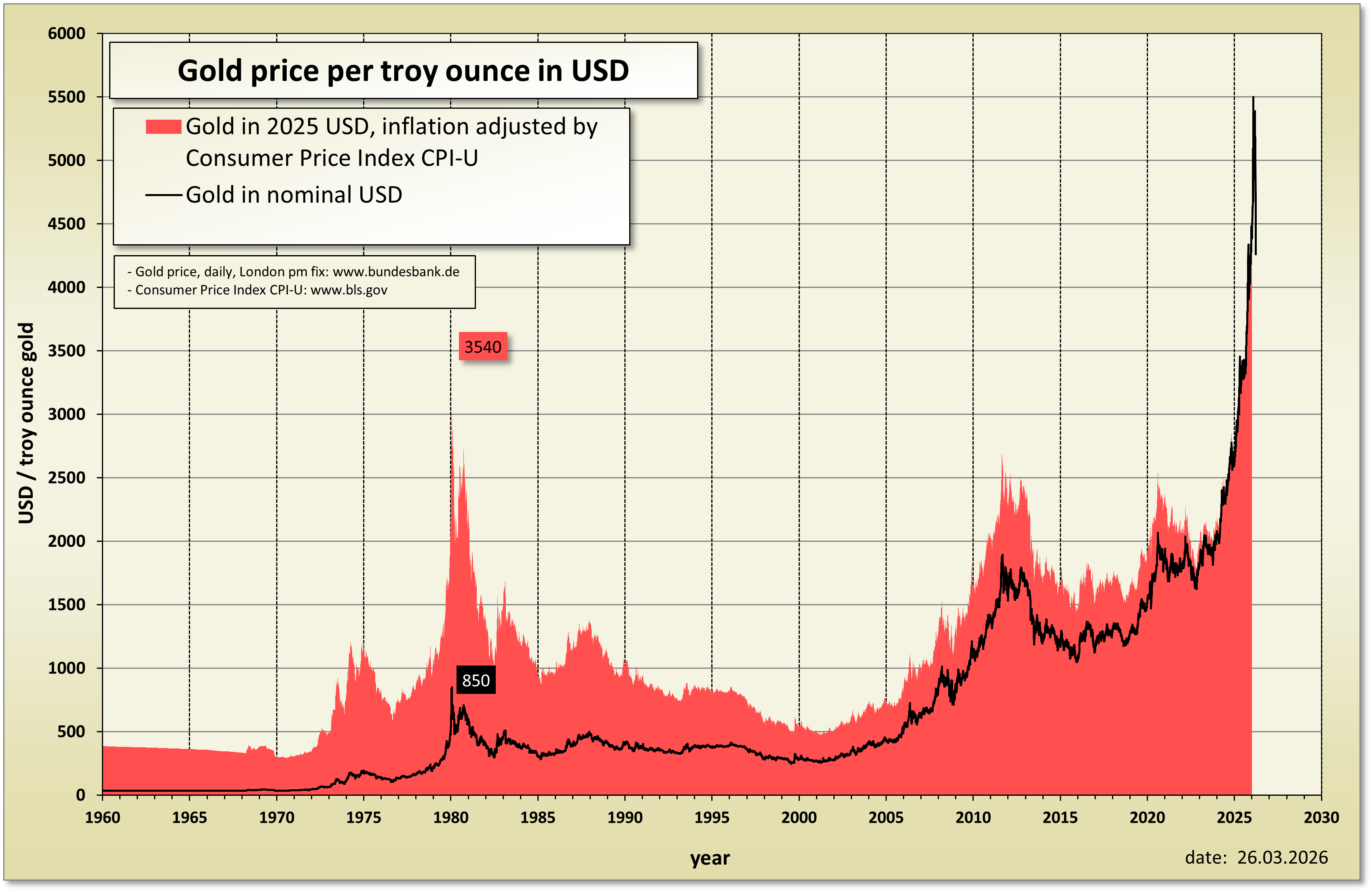
Giá vàng trên troy ounce theo USD từ năm 1960 và theo US$ danh nghĩa và có điều chỉnh lạm phát theo US$ năm 2008.

Như mọi kim loại quý khác, vàng được tính theo trọng lượng troy và bằng gam. Khi nó kết hợp với các kim loại khác, thuật ngữ kara hay karat được sử dụng để chỉ hàm lượng vàng có bên trong, với 24 kara là vàng nguyên chất và các tỷ lệ thấp hơn thể hiện bằng các con số thấp hơn. Độ tinh khiết của một thỏi vàng hay đồng xu vàng cũng có thể được thể hiện bằng một con số thập phân từ 0 tới 1, được gọi là tuổi vàng theo phần nghìn, như 0,995 là rất tinh khiết.
Giá vàng được xác định qua giao dịch tại các thị trường vàng và phái sinh, nhưng một quy trình được gọi là Định giá Vàng tại Luân Đôn, bắt đầu từ tháng 9 năm 1919, cung cấp một giá chuẩn cho ngành công nghiệp. Việc định giá vào buổi chiều được đưa ra năm 1968 để cung cấp giá vàng khi các thị trường Mỹ mở cửa.
Trong lịch sử tiền xu vàng được sử dụng rộng rãi làm tiền tệ; khi tiền giấy xuất hiện, nó thường là một chứng nhận có thể chuyển đổi sang đồng xu vàng hay nén vàng. Trong một hệ thống kinh tế được gọi là bản vị vàng, một trọng lượng vàng nào đó sẽ được lấy làm tên đơn vị tiền tệ. Trong một giai đoạn dài, chính phủ Hoa Kỳ quy định giá trị của đồng dollar Mỹ để một troy ounce tương đương với $20,67 ($664,56/kg), nhưng vào năm 1934 đồng dollar bị phá giá xuống còn $35,00 trên troy ounce ($1.125,27/kg). Tới năm 1961, nước Mỹ đã không còn khả năng duy trì giá này nữa, và một nhóm các ngân hàng Mỹ và châu Âu đồng ý thao túng thị trường để ngăn chặn sự phá giá tiền tệ hơn nữa trước nhu cầu đang gia tăng với vàng.

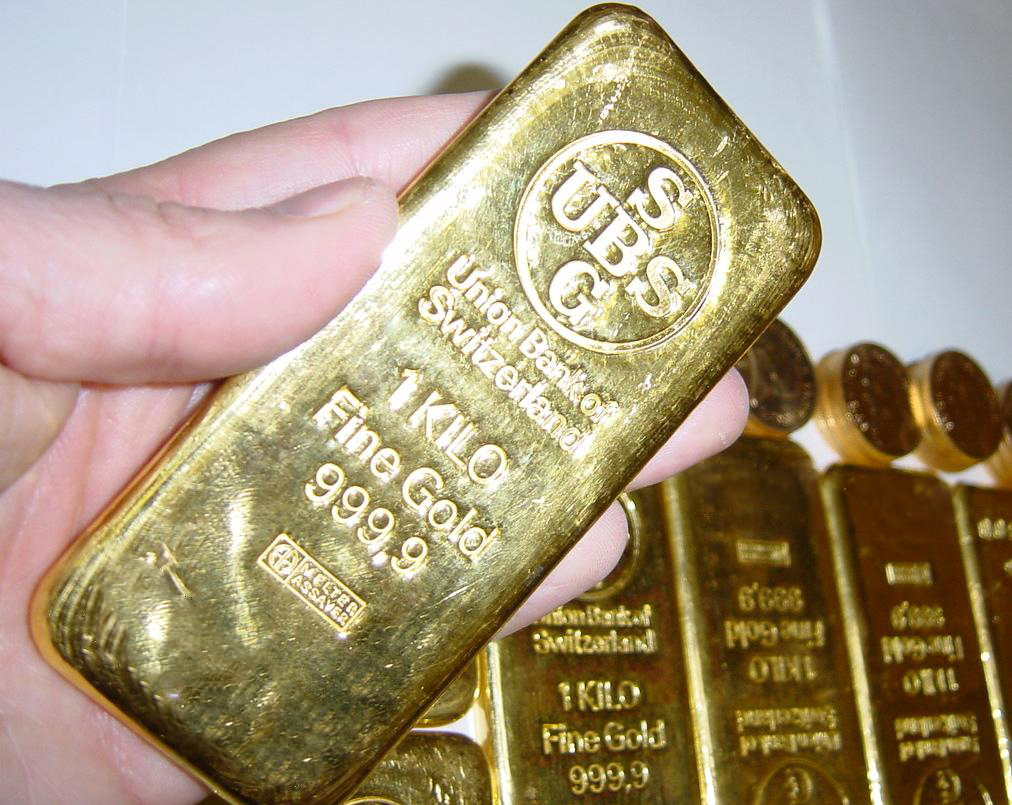
Thỏi vàng 1 kg của Thụy Sĩ

Ngày 17 tháng 3 năm 1968, các bối cảnh kinh tế đã gây nên sự sụp đổ của khối thị trường vàng, và một mô hình giá hai tầng được hình thành theo đó vàng vẫn được dùng để quy định các tài khoản quốc tế ở mức cũ $35,00 trên troy ounce ($1.130/kg) nhưng giá vàng trên thị trường tư nhân được cho phép biến động; hệ thống giá hai tầng này đã bị huỷ bỏ vào năm 1975 khi giá vàng được để theo mức của thị trường tự do. Các Ngân hàng trung ương vẫn giữ dự trữ vàng lịch sử như một sự lưu trữ giá trị dù mức độ nói chung đã sụt giảm. Dự trữ vàng lớn nhất trên thế giới là kho dự trữ của Ngân hàng Dự trữ Liên bang Mỹ tại New York, nắm giữ khoảng 3% lượng vàng từng được khai thác, xấp xỉ lượng vàng chứa trong Kho vàng thỏi Hoa Kỳ tại Fort Knox.
Năm 2005 Hội đồng Vàng Thế giới ước tính tổng nguồn cung thế giới là 3.859 tấn và nhu cầu là 3.754 tấn, với thặng dư cung 105 tấn.
Từ năm 1968 giá vàng đã thay đổi mạnh, từ mức cao $850/oz ($27.300/kg) ngày 21 tháng 1 năm 1980, xuống mức thấp $252,90/oz ($8.131/kg) ngày 21 tháng 6 năm 1999 (Định giá Vàng Luân Đôn). Giai đoạn từ năm 1999 tới năm 2001 đánh dấu "Đáy Brown" sau một thị trường giá giảm kéo dài 20 năm. Giá đã tăng lên nhanh chóng từ năm 1991, nhưng đỉnh cao năm 1980 mãi tới ngày 3 tháng 1 năm 2008 mới bị vượt qua khi mức giá mới $865,35 trên troy ounce được thiết lập (Định giá Vàng Luân Đôn buổi sáng). Một mức giá kỷ lục khác được lập ngày 17 tháng 3 năm 2008 ở mức $1.023,50/oz ($32.900/kg)(Định giá Vàng Luân Đôn buổi sáng). Mùa thu năm 2009, các thị trường vàng tiếp tục đi vào giai đoạn tăng giá vì sự gia tăng nhu cầu và sự suy yếu của đồng dollar Mỹ. Ngày 2 tháng 12 năm 2009, Vàng vượt qua ngưỡng quan trọng ở mức US$1.200 trên ounce và đóng cửa ở mức $1.215. Giá vàng tiếp tục tăng mạnh và đạt tới những kỷ lục mới trong tháng 5 năm 2010 sau khi cuộc khủng hoảng nợ ở Liên minh châu Âu khiến giới đầu tư đổ xô vào mua vàng như một tài sản an toàn.
Từ tháng 4 năm 2001 giá vàng đã tăng gấp ba so với đồng dollar Mỹ, dẫn tới suy đoán rằng thị trường giá giảm muôn thuở từ lâu này đã chấm dứt và một thị trường giá tăng đã quay trở lại.
Trong quý 3 của năm 2011, thị trường vàng thế giới lại chứng kiến một đợt tăng giá của vàng do sự suy yếu của kinh tế Mỹ và khu vực đồng Euro. Giá vàng lập kỷ lục lên đến gần $1.900/oz.

## Tính biểu tượng

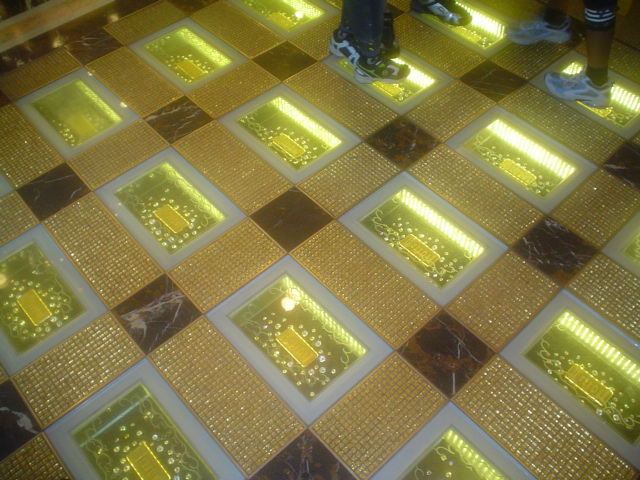
Những thỏi vàng tại sòng bạc Emperor ở Ma Cao

Trong suốt các thời kỳ lịch sử của nhiều xã hội vàng luôn được đánh giá cao. Đi cùng với nó vàng luôn có một ý nghĩa biểu tượng mạnh liên kết chặt chẽ với các giá trị cao nhất trong các xã hội. Vàng có thể biểu tượng cho quyền lực, sự giàu có, sự nhiệt tình, hạnh phúc, tình yêu, hy vọng, sự lạc quan, thông minh, công lý, cân bằng, sự hoàn hảo, mùa hè, mùa thu hoạch và mặt trời.
Các thành tựu vĩ đại của con người thường được trao tặng bằng vàng, dưới hình thức các huy chương vàng, các cúp và vật trang trí khác màu vàng. Những người giành chiến thắng trong các sự kiện thể thao và những cuộc thi được xếp hạng khác thường được trao huy chương vàng (ví dụ, Olympic Games). Nhiều giải thưởng như Giải Nobel cũng được làm bằng vàng. Những bức tượng và giải thưởng khác được thể hiện bằng vật liệu vàng hay được mạ vàng (như Giải Oscar, Giải Quả cầu Vàng, Giải Emmy, Cành Cọ Vàng, và Giải thưởng Viện hàn lâm Phim ảnh Anh).
Aristotle trong các cuốn sách của mình đã sử dụng tính biểu tượng của vàng khi đề cập tới cái mà hiện thường được nhận thức là "trung bình vàng". Tương tự, vàng gắn liền với các nguyên tắc hoàn hảo hay thần thánh, như trong trường hợp của Phi, thỉnh thoảng được gọi là "tỷ lệ vàng".
Vàng thể hiện giá trị to lớn. Những người được tôn trọng được đối xử với quy tắc có giá trị nhất, "quy tắc vàng". Một công ty có thể trao cho các khách hàng quan trọng nhất của mình các "thẻ vàng" hay biến họ thành các "thành viên vàng". Chúng ta đề cao các khoảnh khắc yên tĩnh và vì thế chúng ta nói: "im lặng là vàng". Trong thần thoại Hy Lạp có "bộ lông cừu vàng".
Vàng còn gắn liền với sự sáng suốt của tuổi tác và sự thành thục. Lễ kỷ niệm ngày cưới lần thứ 50 là đám cưới vàng. Những năm tháng quý giá đó của chúng ta thỉnh thoảng được gọi là "những năm tháng vàng". Đỉnh cao của một nền văn minh được gọi là "thời đại vàng son".
Trong Kitô giáo vàng thỉnh thoảng được liên kết với những thái cực của sự quỷ quái nhất và sự thánh thiện tối cao. Trong Sách Xuất Hành, con bò vàng là một biểu tượng của sự thờ ngẫu tượng. Trong Sách Khải Huyền, Abraham được miêu tả có nhiều vàng và bạc, và Moses được dạy che phủ Nắp Xá Tội của Hòm Giao Ước bằng vàng nguyên chất. Trong nghệ thuật Kitô giáo các quầng hào quang của Chúa Giêsu, Đức Mẹ và các vị thánh đều bằng vàng.
Các vị vua thời Trung Cổ lên ngôi dưới các dấu hiệu của dầu thánh và một vương miện vàng, vương miện thể hiện ánh sáng chiếu vĩnh cửu của thiên đường và vì thế một vị vua Kitô giáo là người nắm chính quyền theo ý nguyện của thần thánh. Nhẫn cưới từ lâu đã được làm bằng vàng. Nó tồn tại lâu dài và không bị ảnh hưởng bởi thời gian và có thể mang tính biểu tượng của lời thề nguyền bất tử trước chúa và/hay Mặt Trời và Mặt Trăng và sự biểu thị hoàn hảo của hôn nhân. Trong Chính Thống giáo Đông phương, các cặp vợ chồng kết hôn được trao một vương miện vàng trong buổi lễ, một sự pha trộn các nghi lễ biểu tượng.
Trong văn hoá đại chúng vàng có nhiều ý nghĩa nhưng nổi bật nhất nó liên hệ với các ý nghĩa như tốt hay vĩ đại, như trong các câu: "có một trái tim vàng", "thời khắc vàng" và "chú bé vàng" v.v. Vàng vẫn duy trì được vị thế của nó như một biểu tượng của sự giàu có và thông qua nó, trong nhiều xã hội, là sự thành công.

## Biểu tượng quốc gia
Năm 1965, Cơ quan lập pháp California đã định danh vàng là "Khoáng vật bang và biểu tượng khoáng vật học".
Năm 1968, Cơ quan lập pháp Alaska gọi tên vàng là "khoáng vật chính thức của bang."

## Từ nguyên
Từ vàng trong tiếng Việt bắt nguồn từ từ tiếng Hán thượng cổ 黃 (có nghĩa là màu vàng). Chữ Hán 黃 có âm Hán Việt là hoàng. William H. Baxter và Laurent Sagart phục nguyên âm tiếng Hán thượng cổ của từ 黃 là /*N-kʷˤaŋ/. Từ vàng có nghĩa gốc là chỉ màu vàng, từ nghĩa này đã phát sinh ra nghĩa chuyển chỉ kim loại vàng (vàng có màu vàng).